# باشگاه فوتبال پرسپولیس در فصل ۱۴۰۰–۱۳۹۹

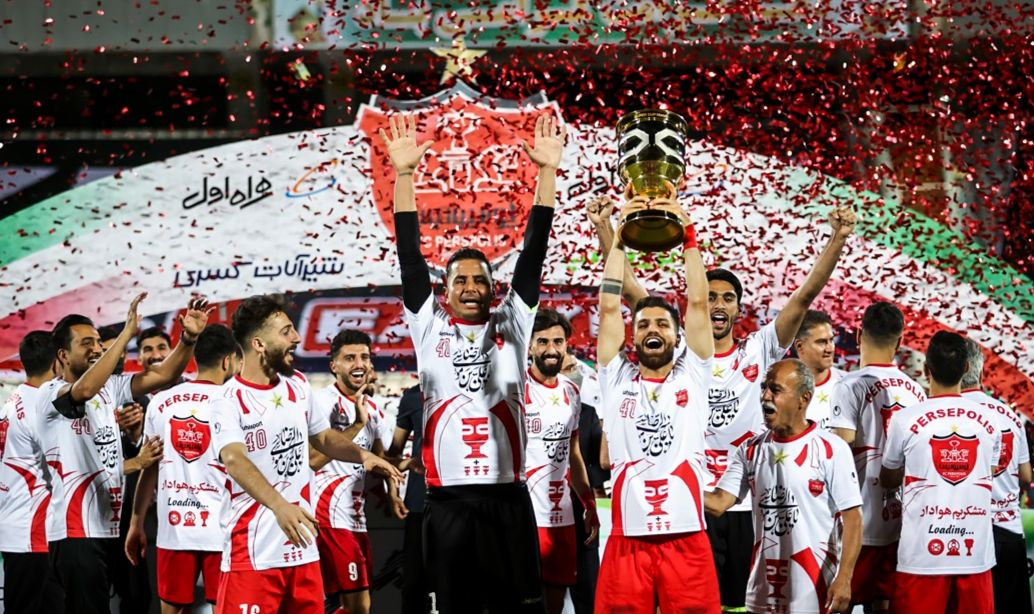
جشن قهرمانی پرسپولیس در سوپرجام ۱۳۹۹

فصل ۱۴۰۰–۱۳۹۹، بیستمین حضور پرسپولیس در لیگ برتر خلیج فارس و سی و هشتمین حضور متوالی آن‌ها در لیگ برتر فوتبال ایران است. آن‌ها همچنین در جام حذفی، سوپر جام و لیگ قهرمانان آسیا شرکت می‌کنند.

## مرور فصل

### لیگ قهرمانان آسیا ۲۰۲۰

#### مرحله گروهی
باشگاه پرسپولیس درحالی که هنوز با بازیکن‌های جدیدش بازی نکرده بود، راهی قطر شد و به ادامهٔ کار در لیگ قهرمانان پرداخت. پرسپولیس که در فصل قبل، در دو بازی لیگ قهرمانان آسیا که هردو در زمین‌های حریف برگزار می‌شد، یک باخت ۲–۰ برابر الدحیل قطر و یک تساوی ۲–۲ برابر شارجه امارات داشت، امید چندانی به صعود نداشت و در اولین بازی، برابر تیم صدرنشین گروه، التعاون عربستان، با برد ۱–۰، کار خود را کمی آسان کرد. در این بازی، ستاره‌های جدید پرسپولیس، به خصوص حامد لک خوش درخشیدند. دربازی برگشت مقابل همین تیم نیز همین نتیجه را به‌دست‌آورد تا به‌طور موقت صدرنشین شود. اما در بازی بعدی مقابل الدحیل، که قهرمان لیگ قطر و میزبان مسابقات بود روبه‌رو شد. پرسپولیس، اما با وجود بازی خوب، ۱–۰ این بازی را با تک گل المعز علی، از روی نقطه پنالتی واگذار کردند. این درحالی بود که تیم شارجه، ۶–۰ التعاون را شکست داد تا هر ۴ تیم گروه C فرصت صعود داشته باشند. پرسپولیس در آخرین بازی، برابر نماینده اماراتی ایستاد. این درحالی بود که شارجه در دو بازی اخیر خود، تیم الدحیل را ۴–۲ و تیم التعاون را ۶–۰ شکست داده بود و یک مدعی اصلی برای صعود بود. اما پرسپولیس ۴–۰ این تیم را با گل‌های شجاع خلیل‌زاده، عیسی آل‌کثیر، وحید امیری و مهدی عبدی شکست داد و با توجه به حذف تیم الدحیل (به دلیل باخت ۱–۰ مقابل التعاون) این تیم صدرنشین شد و به مصاف السد قطر رفت.

#### مرحله حذفی
این هفتمین بار بود که دو تیم پرسپولیس و السد مقابل هم قرار می‌گرفتند. در ۶ دیدار اخیر، تیم پرسپولیس ۳ برد، ۱ مساوی و ۲ باخت را به‌دست آورده بود. تیم السد با مربیگری ژاوی و با بازیکنان سرشناسی مانند بغداد بونجاح و اکرم عفیف، و درحالی که میزبانی مسابقات را در اختیار داشتند، مقابل پرسپولیس به میدان رفتند. در جریان بازی، عیسی آل‌کثیر، مهاجم سرخ‌ها، ۲ شوت را به تیر دروازه وارد کرد. سرانجام در دقیقه ۸۸ این بازی، همین بازیکن با ضربه سر، گل پیروزی پرسپولیس را وارد دروازه کرد. در پایان ۹۰ دقیقه، این پرسپولیس ایران بود که ۱–۰ السد را شکست داد. السد هم در این بازی، موقعیت‌های بسیاری داشت اما با کم دقتی بازیکنان و درخشش حامد لک، سنگربان پرسپولیس که فقط یک گل (از روی نقطه پنالتی) دریافت کرده بود،نتوانستند به گل برسند.
در ادامه، پرسپولیس در قرعه کشی، با تیم پاختاکور ازبکستان همبازی شد. این تیم در مرحله اول حذفی، موفق شده بود تیم استقلال را ۲–۱ شکست دهد. در ابتدای بازی و در دقیقه ۱۷،جلال الدین ماشاریپوف، تکل خطرناکی روی کمال کامیابی نیا بست که باعث اخراج این بازیکن شد. حال دیگر کار پرسپولیس آسان شده بود. در نیمه دوم، حملات پرسپولیس قوت گرفت و دوباره عیسی آل‌کثیر، برای پرسپولیس ۲ گل زد. این بازی نیز ۲–۰ به سود پرسپولیس تمام شد تا پرسپولیس در ۴ سال اخیر، ۳ بار به نیمه نهایی لیگ قهرمانان آسیا رسیده باشد.
تنها دو ساعت مانده بود به بازی حساس پرسپولیس ایران و النصر عربستان. که ناگهان خبری مبنی بر اینکه عیسی آل کثیر، مهاجم گلزن پرسپولیس، ۶ ماه از انجام هرگونه فعالیت فوتبالی محروم شد،منتشر شد. همچنین این بازیکن را به ۱۰٬۰۰۰ دلار جریمه نقدی محکوم کرد! یحیی گل محمدی، سرمربی پرسپولیس، به بازیکنانش روحیه داد که پرسپولیس تنها به یک بازیکن وابسته نیست.
سرانجام بازی دو تیم ایرانی و عربستانی شروع شد. در ابتدا، تیم النصر بود که با گل عبدالرزاق حمدالله از روی نقطه پنالتی، دروازه حامد لک را باز کرد و جلو افتاد و مهدی عبدی، گل تساوی را به ثمر رساند. این بازی در پایان ۹۰ دقیقه، ۱–۱ تمام شد. در لحظات پایانی وقت اضافه اول، احسان پهلوان از پرسپولیس، اخراج شد و باعث شد کار پرسپولیس سخت شود. وحید امیری هم کارت زرد گرفت و بازی فینال (در صورت صعود پرسپولیس) را از دست داد. این بازی تا پایان ۱۲۰ دقیقه ۱–۱ شد و کار به پنالتی کشی کشید. ضربه‌های پنالتی را محمدحسین کنعانی زادگان، سیامک نعمتی، میلاد سرلک، شجاع خلیل‌زاده و علی شجاعی گل کردند. النصر هم سه پنالتی اول خود را گل کرد اما پنالتی چهارم که توسط مایکون زده شد را حامد لک مهار کرد تا پرسپولیس به فینال لیگ قهرمانان آسیا صعود کند.
بعداز مدتی، تیم اولسان هیوندای کره جنوبی حریف پرسپولیس شد. در این دیدار حساس در ابتدا مهدی عبدی بود که گل برتری را زد. اما ۱ دقیقه مانده به پایان نیمه اول، یک پنالتی برای تیم اولسان گرفته شد. حامد لک در ابتدا توپ را مهار کرد اما در ریباند، این جونیور نگرائو بود که پنالتی را گل کرد. در نیمه دوم، مهدی شیری یک پنالتی به تیم حریف داد که باعث گل دوم نگرائو و اولسان شد. در ادامه، حملات پرسپولیس نیز جوابی نداد تا این بازی در پایان نود دقیقه، ۲–۱ به سود اولسان شود.

### لیگ برتر

#### نیم فصل اول
در اولین بازی، تیم پرسپولیس به مصاف تیم سایپا رفت. دیدار سایپا و پرسپولیس در ورزشگاه دستگردی صورت گرفت که با تساوی بدون گل به اتمام رسید. در بازی بعدی، پرسپولیس اولین برد خود را مقابل صنعت نفت با تک گل سیامک نعمتی از روی پنالتی به دست آورد. در ادامه، یک تساوی مقابل نفت مسجدسلیمان و یک برد مقابل شهر خودرو به دست آورد. بعد از آن، قرار بود مقابل نساجی و ذوب آهن به میدان برود و برای فینال آسیا آماده شود. اما بازی با نساجی، به دلیل عدم آمادگی ورزشگاه و بازی با ذوب آهن، به دلیل ابتلا چند بازیکن این تیم به کرونا، لغو شد تا این تیم بدون یک بازی تمرینی، وارد قطر شود. بعد از فینال آسیا و باخت پرسپولیس در این دیدار، دوران بد پرسپولیس شروع شد. این تیم بعد از این بازی، مقابل تیم‌های نساجی، ذوب آهن، سپاهان و استقلال مساوی کرد. اما این نتایج ضعیف سرانجام با برد مقابل فولاد خوزستان با نتیجه ۲–۱، به اتمام رسید. بعد از این بازی، تیم پرسپولیس اولین باخت خود در این لیگ را تجربه کرد. آلومینیوم اراک، تیمی که تازه موفق شد از لیگ ۱ به لیگ برتر برسد، درحالی که پرسپولیس ۱–۰ جلو بود، این تیم را ۲–۱ شکست داد. پرسپولیس در دیدار بعدی باید به مصاف ماشین‌سازی ته جدول می‌رفت. درحالی که تیم پرسپولیس با گل وحید امیری، از حریف جلو بود، در دقیقه ۸۱، پیمان بابایی، مهاجم فرصت طلب تیم ماشین‌سازی از روی نقطه پنالتی گلزنی کرد تا فشار به روی پرسپولیس زیاد شود. اما در دقیقه ۹۳، این احمد نوراللهی بود که پرسپولیس را از مساوی نجات داد و این تیم را ۲–۱ پیروز میدان کرد. در ادامه، پرسپولیس به مصاف دیگر تیم تبریزی لیگ برتر، یعنی تراکتور رفت. این دیدار درحالی با گل سیدجلال حسینی، ۱–۰ به سود پرسپولیس تمام شد که این تیم موقعیت‌های خوب و فراهمی را از دست داد. حالا نوبت دیگر تیم تازه به لیگ آمده بود؛ یعنی مس رفسنجان. این دیدار درحالی ۱–۰ به سود پرسپولیس تمام شد که بوژیدار رادوشویچ، تنها خارجی باشگاه پرسپولیس در این بازی فرصت خودنمایی پیدا کرد. این دیدار، دیدار عقب مانده‌ای از هفته نهم بود. در هفته آخر نیم فصل، پرسپولیس موفق شد ۱–۰ تیم پیکان را شکست دهد. اوت دست‌های نادر محمدی، بازیکن تیم پیکان در این بازی خیلی خوب به چشم آمد. در آخرین بازی نیم فصل (بازی عقب مانده از هفته دهم) پرسپولیس به مصاف گل گهر رفت که در یک نتیجه ناباورانه، ۵–۰ پیروز شد و صدر جدول را در نیم فصل اول از آن خود کرد.
نیم فصل اول با صدرنشینی پرسپولیس با اختلاف ۲ امتیاز و تفاضل ۱۳ گل نسبت به تیم سپاهان با برد ۵ بر صفر تیم پرسپولیس برابر گل‌گهر به عنوان یکی از بازی‌های عقب افتاده در ۱ اسفند به پایان رسید.
پرسپولیس با ۹ کلین شیت، ۸۱ شانس گل، ۱۷۹ شوت به دروازه حریفان که ۷۲ شوت آن در چارچوب بوده و دقت پاس ۸۰ درصد یکی از بهترین آمارها و ارقام را به نام خود ثبت کرده است. تیم‌های پرسپولیس و سپاهان با ۸ پیروزی برتر از سایر رقبا نیم فصل را به پایان بردند. بهترین خط حمله و بیشترین گل زده نیز به تیم‌های سپاهان با ۲۵ و پرسپولیس با ۲۱ گل اختصاص یافت. بهترین دفاع و کمترین گل خورده از آن پرسپولیس شد و فولاد خوزستان با ۱۰ و استقلال تهران هم با ۱۱ گل خورده در رده‌های بعدی جای گرفتند.

#### نیم فصل دوم
تیم پرسپولیس در نیم فصل دوم در بازی برگشت با گل سیدجلال حسینی، ۱–۰ سایپا را شکست داد. در دیدار بعدی، مقابل صنعت نفت نتیجه بازی ۰–۰ مساوی شد. و در آخرین دیدار سال ۱۳۹۹، درحالی که رکورد کلین شیت‌های این تیم بعد از ۷ بازی، هنوز شکسته نشده بود، مقابل نفت مسجد سلیمان این رکورد شکسته شد، پرسپولیس این بازی را با نتیجه ۲–۱ برد. پرسپولیس با وجود برد در این بازی، بخاطر تفاضل گل کمتر نسبت به سپاهان، صدر جدول را از دست داد. بعد از پایان کار پرسپولیس در مرحله گروهی لیگ قهرمانان آسیا ۲۰۲۱، این تیم به مصاف سپاهان رفت که در دقایق پایانی با گل محمد محبی، این بازی ۱–۱ مساوی شد. در بازی بعدی این تیم به مصاف استقلال رفت که موفق شد با ۱ گل، شهرآورد را برنده شود. در ادامه، پرسپولیس در دیدار جنجالی دیگری ذوب آهن را برد که به علت تفاضل گل کمتر از سپاهان، صدر جدول را از دست داد. اما در هفته ۲۴ با شکست تیم مس رفسنجان با نتیجه ۱–۰ دوباره صدر جدول را به‌دست‌آورد. در هفته ۲۶ تیم پرسپولیس نتوانست در زمین فولاد مقابل این تیم برنده شود و بازی را با تساوی ۰–۰ به اتمام رساند اما در طرف دیگر تیم سپاهان هم بازی خود را با تساوی به اتمام رساند و نتوانست صدر جدول را از پرسپولیس بگیرد. در هفته پایانی تیم پرسپولیس با برد ۲–۰ برابر پیکان موفق شد پنجمین قهرمانی پیاپی، هفتمین قهرمانی در لیگ برتر و چهاردهمین قهرمانی در لیگ فوتبال ایران خود را به‌دست بیاورد و بعد از چندین سال همچنان بهترین تیم ایران هم از نظر قهرمانی و هم از نظر نتایج باشد.

### جام حذفی
پرسپولیس در اولین بازی به مصاف مس نوین کرمان رفت، که بازیکنان جدید خود را به میدان فرستاده بود. پرسپولیس در این بازی، ۳–۰ برنده شد و به مرحله بعدی صعود کرد.در مرحله بعدی، تیم پرسپولیس به مصاف شاهین بندرعامری رفت و موفق شد علی‌رغم مصدومیت بازیکنان خوبش، ۴–۱ این تیم را شکست دهد. در مرحله بعدی تیم پرسپولیس به مصاف حریف قدیمی خود یعنی استقلال رفت. این دیدار برخلاف چیزی که انتظار می‌رفت کسل کننده و خشک بود و در پایان ۱۲۰ دقیقه ۰–۰ تمام شد. اما در پنالتی‌کشی تیم پرسپولیس نتوانست مقابل استقلال مقاومت کنند و مانند سال قبل با نتیجه ۳–۴ بازنده مسابقه شد و از دور مسابقات کنار رفت.

### لیگ قهرمانان آسیا ۲۰۲۱

#### مرحله گروهی
در قرعه کشی انجام شده در مرحله گروهی لیگ قهرمانان آسیا ۲۰۲۱، باشگاه پرسپولیس با تیم‌های الریان قطر، گوا هند و الوحده امارات همگروه شد. در مرحله اول این تیم موفق شد با ۱ گل از سیدجلال حسینی، تیم الوحده را پشت سر بگذارد. در بازی دوم برابر الریان، پرسپولیس نتوانست نیمه اول خوبی داشته باشد و با ۱ گل الریان عقب افتاد. اما در شروع نیمه دوم، پرسپولیس با ۳ گل، حریفش را بدرقه کرد. از اتفاقات جنجالی آن دیدار، می‌شد به حضور شجاع خلیل‌زاده، مدافع سابق پرسپولیس در تیم الریان اشاره کرد. و از آنجایی که عملکرد خط دفاعی الریان پراشتباه بود، بعضی‌ها معتقد شدند که خلیل‌زاده بازی را آرام گرفت. پرسپولیس در ادامه برای اولین بار برابر تیمی هندی به نام گوآ به میدان رفت. دیدار رفت با وجود عملکرد خوب دیراج سینگ (دروازه‌بان گوآ) ۲–۱ به سود پرسپولیس شد. بازی برگشت نیز با نتیجه پرگل ۴–۰ پرسپولیس پایان یافت. در همین دوران که پرسپولیس بهترین تیم مرحله گروهی هم شده بود، با ۱ گل مغلوب الوحده شد. اما در بازی برابر الریان دوباره قدرتمند بازی کرد و ۴–۲ حریف قطری خود را بدرقه کشورش کرد. در پایان، تیم پرسپولیس با ۱۵ امتیاز از ۶ بازی، بیشترین امتیاز گرفته را میان تیم‌های غرب گرفت و با اقتدار به مرحله حذفی رفت. مهدی ترابی نیز بهترین بازیکن مرحله گروهی غرب آسیا شد.

#### مرحله حذفی
این مرحله از بازی‌ها قرعه کشی نشد و تیم پرسپولیس به عنوان صدرنشین گروه ۵، به مصاف صدرنشین گروه ۱ یعنی استقلال تاجیکستان خواهد رفت.

### محرومیت عیسی آل کثیر
در ۱۲ مهر، زمانی که پرسپولیس باید به مصاف النصر عربستان می‌رفت، تنها نیم ساعت به شروع بازی، از ای اف سی خبر رسید که عیسی آل کثیر، به دلیل شادی بعداز گلش، که از نظر این کنفدراسیون، حرکتی نژادپرستانه بود، ۶ ماه از حضور در هرگونه فعالیت فوتبالی محروم شد. بعد از بازی، باشگاه پرسپولیس چندین بار بابت بخشش این بازیکن بی‌گناه نامه نوشت. ولی فایده نداشت. محرومیت آل کثیر در ساعت ۰۰:۰۰ ۱۴ فروردین ۱۴۰۰ به پایان رسید و وی بعد از ۶ ماه دوری از زمین فوتبال، در هفته ۱۹ لیگ برتر مقابل پدیده در دقیقه ۸۴ به عنوان بازیکن تعویضی وارد زمین شد و ۱۰ دقیقه بازی کرد.

### بازی باپدیده
یک دیدار جنجالی که در طول بازی‌های پرسپولیس انجام شد، بازی با پدیده بود. این تیم که به تازگی نامش را از شهر خودرو به پدیده تبدیل کرده بود، در روز ۱۴ فروردین به مصاف پرسپولیس رفت. نکته قابل توجه این بازی، حضور عیسی آل کثیر، بازیکنی که بخاطر شادی پس از گلش، ۶ ماه از حضور در میدان‌ها محروم شد بود. این بازیکن در ۱۰ دقیقه پایانی بازی، به میدان رفت که تأثیری در نتیجه نداشت و بازی ۱–۱ شد. تیم پدیده، بعد از بازی، از تیم پرسپولیس بخاطر عیسی آل کثیر شکایت کرد. این تیم معتقد بود آل کثیر حق بازی را نداشته که پرسپولیس، با نشان دادن مدارک مورد نیاز، این شکایت را رد کرد. اما جالب اینجا بود که این بار، باشگاه پرسپولیس بابت حضور محمدرضا فلاحیان، بازیکن سابق نود ارومیه، شکایت کرد و مدعی شد این بازیکن نباید در ترکیب شهر خودرو می‌بود.

### بازی باسپاهان
در دیداری حساس و سرنوشت ساز، دو تیم اول (سپاهان) و دوم (پرسپولیس) جدول لیگ برتر به مصاف هم رفتند. در ابتدا همه چیز خوب پیش رفت و دو تیم موقعیت‌های خطرناکی مقابل هم ایجاد کردند. تیم پرسپولیس موفق شد در دقیقه ۵۵ روی پاس آکروباتیک کمال کامیابی نیا به عیسی آل کثیر و شوت زیبای این بازیکن به گل برسد. اما از این دقیقه به بعد، حملات سپاهان شروع شد و دروازه حامد لک بارها تحدید شد و سرانجام در دقیقه ۸۷ توسط محمد محبی باز شد. اما وقتی سوت پایان بازی زده شد، درگیری‌ها بالا گرفت و بازیکنان وارد حاشیه شدند. این دعوا در بین راهروهای ورزشگاه شدت گرفت و بازیکنان به درگیری‌های فیزیکی و لفظی تن دادند. بیشتر این درگیری‌ها بخاطر نحوه قضاوت بیژن حیدری، داور مسابقه بود؛ زیرا بازیکنان سپاهان معتقد بودند در دقایق پایانی، توپ به دست احسان پهلوان برخورد کرده است. و داور یک پنالتی نیز به نفع سپاهان نگرفته است. از طرفی دیگر بازیکنان پرسپولیس معقتد بودند که داور دو پنالتی به نفع پرسپولیس نگرفته است.
بعد از بازی، پرسپولیس معتقد بود که یکی از طرفداران باشگاه سپاهان از دعوای بعد از بازی فیلم گرفته است. در برنامه فوتبال برتر، در این باره صحبت شد. رضا فتاحی، مدیر تیم سپاهان در این برنامه از نحوه بازی پرسپولیس انتقاد کرد و از دارایی‌های تیم سپاهان نام برد. از طرفی افشین پیروانی نیز از تیم پرسپولیس دفاع کرد و گفت ما مخلص شهدای شهر اصفهان هم هستیم اما هواداران سپاهانی حرف محرم نویدکیا را گوش ندادند و حاشیه ایجاد کردند. رضا فتاحی مدیر تیم فوتبال سپاهان، شما اولین نفری بودید که به سمت داور رفتید و دعوا را شروع کردید. پرواز ما با تأخیر آمد و برخی هواداران باعث شدند تا ما دیر برسیم. مطرح کردن این موضوع از سوی باشگاه سپاهان فرار رو به جلو است. ما ۴۰ دقیقه با تأخیر آمدیم و دلیل آن ترافیکی بود که هواداران سپاهان درست کردند. ما یک بازی بسیار خوب با تیم پولدار سپاهان برگزار کردیم اما نمی‌توانیم حواشی آن را نادیده بگیریم. وی ادامه داد: وقتی روی نیمکت نشسته بودیم، یک خبرنگار با موبایل نزدیک ما شد و ما اعتراض کردیم و او گفت من دارم کارم را انجام می‌دهم. وحید امیری بازیکن بسیار آرامی است. اینکه یک نفر کاور خبرنگاری تنش می‌کند و هر حرفی می‌زند درست نیست. مگر ما دوست داشتیم به قرنطینه برویم. ما می‌خواستیم این بازی را انجام دهیم. خیلی از تیم‌ها امسال علیه ما شدند. چهار سال قهرمان شدیم اما هیچ کار حاشیه ای ایجاد نکردیم. ما چه ترسی از تیم سپاهان داریم؟ اگر ترسی بود پارسال اتفاق افتاد که همه دیدند. شما الان تیم خوبی دارید و باید با هم رقابت خوبی داشته باشیم. خبرنگاری که حاشیه ایجاد کرد، مستندساز سپاهان بوده که تیم ما را عصبی کرد. شخصی که با خبرنگار برخورد کرد هیچ سمتی در تیم ما ندارد و اصلاً با ما نیامده است. خبرنگار اصفهانی چرا دوربین را به سمت دهان بازیکن می‌برد؟ ما هر شهری می‌رویم نامه محرمانه به لیگ می‌زنیم و به دنبال امنیت خود هستیم چرا که هواداران زیادی داریم. ما اگر جام گرفتیم به لطف خدا و زحمت اعضای آن بوده اما ما تیمی نبودیم که تقدیر الکی از دیگران کنیم و در روز بازی در رختکن بمانیم. بله، نویدکیا را همه قبول دارند اما او گفته که من در درگیری‌ها حضور نداشتم اما همه عکس‌ها او را در وسط دعوا نشان می‌دهد. بحث دیگر موضوع نیمکت بود. سیامک نعمتی به شدت مصدوم شده بود و مربی ما به او گفت که اگر نمی‌توانی بازی کنی، بلند نشو. آقای نویدکیا این فاجعه نیست. فاجعه سرباز احمدی بود که دیگر چشمش نمی‌بیند. فاجعه پارسال بود که تیم سپاهان در رختکن ماند و به بازی نیامد. فاجعه مدیری بود که امشب ترسید و روی خط برنامه نیامد. او یکی از مقصران قرارداد ویلموتس بود. این آدم‌ها یک فدراسیون ورشکسته تحویل دادند. ما نباید با ۴۰ میلیون هوادار با مسوول سپاهان کری بخوانیم و او بگوید ما جام‌های زیادی داریم. اگر ما می‌خواستیم وقت تلف کنیم سه تعویض داشتیم. شما شانس آوردید و بازی را مساوی کردید. ما اگر کمی از شانس شما را داشتیم، بازی را با نتیجه خوبی می‌بردیم.

### دیدار با استقلال
در دیداری که می‌شد جذاب و هیجانی برگزار شود، دو تیم پرسپولیس و استقلال به مصاف هم رفتند تا برنده دربی مشخص شود. اما به دلیل استرس‌ها، بازی آنچنان خوبی در نیامد و دوتیم موقعیت‌های کمی به همدیگر می‌دادند. در دقیقه ۵۵، تیم پرسپولیس روی شوت عیسی آل کثیر به گل رسید و برعکس دو دربی قبلی، از گل خود حفاظت کرد. اما جنجال اصلی در دقیقه ۹۷ بازی به وجود آمد. در این دقیقه، محمد نادری تکل خطرناکی روی پای میلاد سرلک انجام داد که همین موضوع، آغاز یک تنش کوچک بین نادری و ترابی و تنشی بزرگ میان تمامی اعضای کادر فنی دو تیم بود. خود محمد نادری که عامل دعوا بود، از آن جنجال کنار رفت. ولی جنجال بین بقیه بالا گرفت و در نهایت باعث اخراج فرشاد فرجی از بازی شد. حرکات بهزاد غلامپور هم در آن موقع قابل توجه بود. در پایان بازی نیز تیم استقلال به عملکرد ضعیف داوری اشاره کرد و معتقد بود داور یک پنالتی در دقیقه ۳ برای این تیم نگرفته است. بعد از این جریان، نوذر رودنیل، یکی از کارشناسان داوری معتقد بود خطایی که در دقیقه ۱۳ روی محمدحسین کنعانی‌زادگان انجام شد هم پنالتی بوده است.

### دیدار با ذوب آهن
در دیداری که پرسپولیس با تعویضی‌های خود بازی را برد، اتفاق خاصی نیافتاد ولی این دیدار زمانی جنجالی شد که تعدادی از اصفهانی‌ها با نارنجک دستی، اتوبوس پرسپولیس را هدف گرفتند و با این کار، خشم خود را نسبت به این باشگاه نشان دادند. هرچند که به گفته پلیس، آن‌ها دستگیر شدند. به نظر می‌رسید که آن‌ها از طرفداران تیم سپاهان بودند زیرا هواداران ذوب آهن مشکلی با تیم پرسپولیس ندارند و مانند تیم‌های دیگر به این تیم نگاه می‌کنند. تساوی سپاهان و پرسپولیس هم در دو هفته پیش از مسابقه، از نکات قابل توجه این بازی بود.

### سوپر جام فوتبال ایران
تیم پرسپولیس (قهرمان لیگ برتر فوتبال ایران) و تیم تراکتور (قهرمان جام حذفی فوتبال ایران) باید در مسابقه سوپر جام مقابل همدیگر قرار می‌گرفتند. اما بنا به دلایل مختلفی این دیدار بارها به تعویق افتاد و شایعاتی پیش آمد که این دیدار لغو می‌شود. به هرحال این دیدار در ۳۰ خرداد ۱۴۰۰ برگزار شد و این دوتیم مقابل همدیگر قرار گرفتند. این دیدار حساس در نهایت با تک گل عیسی آل کثیر در دقیقه ۶۱ به سود پرسپولیس تمام شد و سرخپوشان فاتح سوپر جام شدند.

### فینال لیگ قهرمانان آسیا
| پرسپولیس | ۱–۲        | اولسان هیوندای           |
| -------- | ---------- | ------------------------ |
| عبدی ۴۵' | گزارش آمار | جونیور ۴۹'، ۵۵' (پنالتی) |

| پرسپولیس | اولسان‌هیوندای |

| GK           | ۸۱ | حامد لک               |  |     |
| RB           | ۱۷ | مهدی شیری             |  | '۷۴ |
| CB           | ۶  | محمدحسین کنعانی‌زادگان |  |     |
| CB           | ۴  | سید جلال حسینی (ک)    |  |     |
| LB           | ۷۷ | سعید آقایی            |  |     |
| CM           | ۶۶ | میلاد سرلک            |  |     |
| CM           | ۸  | احمد نوراللهی         |  |     |
| RM           | ۸۸ | سیامک نعمتی           |  |     |
| AM           | ۵  | بشار رسن              |  |     |
| LM           | ۲  | امید عالیشاه          |  | '۹۰ |
| CF           | ۱۶ | مهدی عبدی             |  |     |
| تعویض‌ها:     |    |                       |  |     |
| GK           | ۳۴ | امیرمحمد یوسفی        |  |     |
| GK           | ۴۴ | بوژیدار رادوشویچ      |  |     |
| DF           | ۱۵ | محمد انصاری           |  |     |
| DF           | ۳۸ | احسان حسینی           |  |     |
| MF           | ۱۱ | کمال کامیابی‌نیا       |  |     |
| MF           | ۲۳ | علی شجاعی             |  | '۹۰ |
| MF           | ۲۶ | سعید حسین‌پور          |  |     |
| FW           | ۲۵ | آریا برزگر            |  |     |
| FW           | ۳۶ | آرمان رمضانی          |  | '۷۴ |
| سرمربی:      |    |                       |  |     |
| یحیی گل‌محمدی |    |                       |  |     |

| GK         | ۱  | جو سو-هوک        |     |       |
| RB         | ۲۳ | کیم تائه-هوان    |     |       |
| CB         | ۴۴ | کیم کی-هی        |     |       |
| CB         | ۴  | دیو بولتوش       | '۷۹ |       |
| LB         | ۶  | پارک جو-هو       |     | '۷۲   |
| DM         | ۱۶ | وون دو-جا        |     |       |
| RM         | ۷۲ | لی چونگ-یونگ     |     | '۷۲   |
| CM         | ۱۰ | یون بیت-گارام    |     |       |
| CM         | ۸  | سین جین-هو (ک)   |     | '۸۳   |
| LM         | ۷  | کیم این-سونگ     |     | '۹۰+۱ |
| CF         | ۹  | جونیور نگرائو    | '۸۲ | '۸۳   |
| تعویض‌ها:   |    |                  |     |       |
| GK         | ۲۵ | سو جون-هوان      |     |       |
| DF         | ۲  | جونگ دونگ-هو     |     |       |
| DF         | ۱۵ | جونگ سئونگ-هیون  |     | '۸۳   |
| DF         | ۶۶ | سئول یونگ-وو     |     | '۹۰+۱ |
| DF         | ۷۷ | هونگ چال         |     | '۷۲   |
| MF         | ۲۲ | کوه میونگ-جین    |     |       |
| MF         | ۱۷ | کیم سونگ-جون     |     |       |
| MF         | ۹۸ | لی سانگ-هئون     |     |       |
| FW         | ۱۱ | لی کیون-هو       |     | '۷۲   |
| FW         | ۱۹ | بیورن مارش یونسن |     | '۸۳   |
| سرمربی:    |    |                  |     |       |
| کیم دو-هون |    |                  |     |       |

پرسپولیس درحالی مقابل اولسان هیوندای ظاهر شد که توانسته بود تیم‌های الدحیل، شارجه، التعاون، السد، پاختاکور و النصر، راهی فینال شده بود.
اولسان هیوندای هم با تیم‌های توکیو، شانگهای شنهوا، پرث گلوری، ملبورن ویکتوری، بیجینگ گوان و ویسل کوبه مسابقه داد و جالب اینکه غیر از ۱ بازی برابر توکیو، تمامی بازی‌هایش را برده بود.

#### دقایق حساس
- در دقیقه ۶،امید عالیشاه یک حرکت از سمت چپ را انجام داد و توپ را به بشار رسن رساند. او نیز با جا گذاشتن دو بازیکن، توپ را روی سر مهدی عبدی سانتر کرد که سانترش بلند بود و توپ به اوت رفت.
- در دقیقه ۸،کیم این-سونگ، با انجام یک و دو با یون بیت-گارام، وارد محوطه جریمه پرسپولیس شد و توپ را به جونیور نگرائو رساند. او نیز با یک پاس پشت پا، توپ را به یون بیت-گارام رساند. که ضربه این بازیکن با برخورد به تیر دروازه، راهی اوت شد.
- در دقیقه ۱۲،مهدی شیری، از سمت راست، یک پاس خوب را ارسال کرد که به احمد نوراللهی رسید. اما شوت خطرناک و محکم این بازیکن، با برخورد به دیو بولتوش، راهی کرنر شد.
- در دقیقه ۱۶،لی چونگ-یونگ، موفق به سانتر خوبی روی سر جونیور نگرائو شد که ضربه سر محکم و سریع این بازیکن، از بالای دروازه به بیرون رفت.
- در دقیقه ۲۱،پارک جو-هو، با دریبل زیبای بازیکنان پرسپولیس، توپ را به یون بیت-گارام رساند. این بازیکن نیز با دریبل سر توپ خود، یک بازیکن را از پیش روی برداشت و ضربه اش را زد که حامد لک، توپ را دفع کرد.
- در دقیقه ۲۲،لی چونگ-یونگ، مانند دفعه قبل موفق شد تا به لب خط برسد و سانتر کند. این بارهم جونیور نگرائو ضربه سر زد که باری دیگر توپ به بیرون رفت.
- در دقیقه ۴۵،پارک جو-هو، در یک اشتباه بد، توپ را به بشار رسن سپرد و این بازیکن هم به مهدی عبدی پاس داد. این مهاجم هم تا لب محوطه جریمه رفت و ضربه ای به گوشه دروازه زد که توپش وارد دروازه جو سو-هوک شد و تیم پرسپولیس ۱–۰ پیش افتاد.
- در دقیقه ۴۵+۱، در محوطه جریمه، جونیور نگرائو یک ضربه به آسمان با ارتفاع کم زد که توپ به یون بیت-گارام رسید. در همین لحظه، احمد نوراللهی پایش را زیر پای بیت-گارام گذاشت و به نحوی، او را هل داد. داور، در ابتدا اعتقادی به پنالتی نداشت. اما با چک کردن VAR، نقطه پنالتی را اعلام کرد. جونیور نگرائو، پشت توپ ایستاد و ضربه اش را به سمت راست دروازه زد که حامد لک، با شیرجه تماشایی توپ را دفع کرد. اما این بازیکن که تشنه گلزنی بود، ضربه ریباند را تبدیل به گل کرد تا بازی خیلی زود ۱–۱ شود.
- در دقیقه ۵۰، پرسپولیس حمله را از سمت راست ترتیب داد. بشار رسن، به مهدی شیری پاس داد و او هم از فاصله دوری، ضربه اش را زد که توپ با اختلاف به کنار دروازه رفت.
- در دقیقه ۵۲،کیم این-سونگ با رد شدن از بازیکنان پرسپولیس، به لی چونگ-یونگ در گوشه محوطه جریمه پاس داد و او نیز سانتری برای جونیور نگرائو انجام داد که مهدی شیری، توپ را با دست خود لمس کرد و مانع گلزنی مهاجم اولسان هیوندای شد. داور، بازهم اعتقادی به پنالتی نداشت ولی بازهم با کمک VAR، پنالتی اعلام شد. جونیور نگرائو، این بار ضربه اش را پرقدرت به گوشه سمت راست دروازه زد و حامد لک، که به خلاف جهت رفته بود، دوباره گل خورد و بازی ۲–۱ شد.
- در دقیقه ۶۱،امید عالیشاه ضربه کرنر کوتاهی با بشار رسن انجام داد. رسن خواست تا توپ را سانتر کند اما توپ به مدافعان اولسان برخورد کرد و به امید عالیشاه رسید. او هم سانتر خودش را انجام داد اما ضربه سر مهدی عبدی، ناباورانه به بیرون رفت. هرچند امید عالیشاه در آفساید قرار داشت.
- در دقیقه ۶۴،امید عالیشاه از وسط زمین، توپ را به سعید آقایی در گوشه محوطه جریمه می‌سپارد. او نیز با سانتر خود، سیامک نعمتی را صاحب ضربه سر می‌کند. که ضربه این بازیکن از کنار دروازه اولسان به بیرون رفت.
- در دقیقه ۶۶،حسین کنعانی، توپی را به احمد نوراللهی می‌دهد. او نیز با کنترلی خوب، توپ را می‌گیرد و محکم به سمت دروازه اولسان شوت می‌کند که ضربه او را جو سو-هوک در دو مرحله، مهار می‌کند.
- در دقیقه ۷۷،کیم این-سونگ صاحب موقعیت خوبی شد اما ضربه او را حامد لک مهار کرد.
- در دقیقه ۸۲،سعید آقایی یک پاس به امید عالیشاه داد. او نیز با یک پاس پشت پای زیبا، دوباره آقایی را صاحب توپ کرد. او نیز سانتری به سمت دروازه کرد که نه احمد نوراللهی نه آرمان رمضانی، موفق به گرفتن توپ نشدند. در نهایت توپ به سیامک نعمتی رسید که او این موقعیت خوب را از دست داد و توپ را به بالای دروازه زد. اما صحنه مشکوک داخل محوطه جریمه، این بود که یک بازیکن اولسان روی احمد نوراللهی خطا کرد اما داور با وجود چک کردن VAR، اعتقادی به پنالتی نداشت.
- در دقیقه ۸۹،امید عالیشاه یک سانتر روی محوطه جریمه انجام داد که ضربه سر احمد نوراللهی را جو سو-هوک از طاق دروازه بیرون کشید.

## کادر فنی
| پست              | نام                      |
| ---------------- | ------------------------ |
| سرمربی           | یحیی گل‌محمدی             |
| مربی             | کریم باقری               |
| مربی             | حمید مطهری               |
| مربی دروازه‌بان‌ها | داوود فنایی              |
| مربی بدنساز      | مظاهر رحیم‌پور            |
| آنالیزور         | محمد عسگری مهرداد خانبان |
| دکتر             | علیرضا حقیقت             |
| فیزیوتراپیست     | علی اعظم                 |
| سرپرست           | افشین پیروانی            |
| مدیر رسانه       | علیرضا اشرف              |

## بازیکنان
| دروازه‌بان |        |                       |              |               |
| شماره     | ملیت   | نام                   | تیم قبلی     | توضیحات       |
| ۴۴        | کرواسی | بوژیدار رادوشویچ      | دبرسنی       |               |
| ۳۴        | ایران  | امیرمحمد یوسفی        | آکادمی       | زیر ۲۱ سال    |
| ۸۱        | ایران  | حامد لک               | ماشین‌سازی    |               |
| مدافع     |        |                       |              |               |
| ۴         | ایران  | سید جلال حسینی        | نفت تهران    | کاپیتان اول   |
| ۳         | ایران  | فرشاد فرجی            | پدیده        |               |
| ۵         | ایران  | محمدحسین کنعانی‌زادگان | ماشین‌سازی    |               |
| ۱۷        | ایران  | مهدی شیری             | پیکان        |               |
| ۷۷        | ایران  | سعید آقایی            | سپاهان       |               |
| هافبک     |        |                       |              |               |
| ۲         | ایران  | امید عالیشاه          | راه آهن      | کاپیتان دوم   |
| ۸         | ایران  | احمد نوراللهی         | فولاد یزد    | کاپیتان سوم   |
| ۹         | ایران  | مهدی ترابی            | العربی       |               |
| ۱۰        | ایران  | میلاد سرلک            | پدیده        |               |
| ۱۱        | ایران  | کمال کامیابی نیا      | نفت تهران    | کاپیتان چهارم |
| ۱۴        | ایران  | احسان پهلوان          | ذوب‌آهن       |               |
| ۱۸        | ایران  | محمد شریفی            | سایپا        | زیر ۲۱ سال    |
| ۱۹        | ایران  | وحید امیری            | ترابزون‌اسپور |               |
| ۲۳        | ایران  | علی شجاعی             | نساجی        | زیر ۲۵ سال    |
| ۸۸        | ایران  | سیامک نعمتی           | پیکان        |               |
| مهاجم     |        |                       |              |               |
| ۱۶        | ایران  | مهدی عبدی             | آکادمی       | زیر ۲۳ سال    |
| ۲۷        | ایران  | علیرضا خدایی          | آکادمی       |               |
| ۷۰        | ایران  | شهریار مغانلو         | سانتاکلارا   |               |
| ۷۲        | ایران  | عیسی آل‌کثیر           | صنعت نفت     |               |
| ۹۷        | ایران  | محمدمهدی مهدی‌خانی     | واراژدین     | زیر ۲۵ سال    |

### بازیکنان امید
- این بازیکنان در لیست بازی‌های پرسپولیس نیستند و فقط در صورت نیاز کادرفنی، در تمرینات و بازی‌های دوستانه شرکت می‌کنند.

| شماره | پست       | نام                 | سن | در تیم |
| ----- | --------- | ------------------- | -- | ------ |
| ۳۹    | دروازه‌بان | امیرحسین حاجی آقا   | ۱۹ | آکادمی |
| ۳۷    | دروازه‌بان | محمدرضا باقری       | ۱۸ | آکادمی |
| ۷۴    | مدافع     | ابوالفضل سلیمانی    | ۱۹ | آکادمی |
| ۹۹    | مدافع     | امیرمحمد خارکش      | ۱۹ | آکادمی |
| ۲۳    | مدافع     | علی جودکی           | ۲۰ | آکادمی |
| ۷۳    | هافبک     | شهاب الدین دهقانیان | ۱۸ | آکادمی |
| ۲۵    | هافبک     | محمد عمری           | ۲۰ | آکادمی |
| ۲۸    | مهاجم     | علیرضا ملکی         | ۱۸ | آکادمی |

### بازیکنان قرضی
| شماره | پست   | نام          | سن | در تیم    |
| ----- | ----- | ------------ | -- | --------- |
| ۳۳    | مدافع | سینا مهدوی   | ۲۱ | ملوان     |
| ۳۸    | مدافع | احسان حسینی  | ۲۲ | پدیده     |
| ۲۶    | هافبک | سعید حسین‌پور | ۲۲ | ماشین‌سازی |
| ۲۵    | مهاجم | آریا برزگر   | ۱۸ | فجر سپاسی |
| ۲۸    | مهاجم | علیرضا ملکی  | ۲۲ | اسپاد     |

### بازیکنان ملی‌پوش
| شماره | پست   | نام        | سن | تعداد بازی | تعداد گل | تاریخ عضویت |
| ----- | ----- | ---------- | -- | ---------- | -------- | ----------- |
| ۱۱    | هافبک | وحید امیری | ۳۲ | ۵۹         | ۲        | ۲۰۱۵        |
| ۱۶    | هافبک | مهدی ترابی | ۲۶ | ۳۳         | ۶        | ۲۰۱۵        |
| ۱۸    | هافبک | میلاد سرلک | ۲۶ | ۴          | ۰        | ۲۰۲۱        |

اطلاعات بازیکنان فقط مخصوص بازی در تیم ملی هست و ربطی به پست یا شماره بازیکن در تیم پرسپولیس ندارد.

### بازیکنان خارجی
| شماره | پست       | نام              | سن | از تیم | نوع انتقال | تاریخ عضویت |
| ----- | --------- | ---------------- | -- | ------ | ---------- | ----------- |
| ۴۴    | دروازه‌بان | بوژیدار رادوشویچ | ۳۲ | دبرسنی | دائم       | ۲۰۱۶        |

## نقل و انتقالات

### نقل و انتقالات تابستان
با توجه به رفتن مهره‌های خارق‌العاده پرسپولیس، این باشگاه بازیکنان جدیدی را قبل از شروع لیگ قهرمانان آسیا ۲۰۲۰ به قدمت گرفت. این باشگاه در روز اول اقدام به خرید سه بازیکن از سه تیم مختلف کرد. این بازیکنان عبارت بودند از سعید آقایی، حامد لک و عیسی آل‌کثیر. در فردای آن روز نیز احسان پهلوان را به خدمت گرفتند. میلاد سرلک خرید بعدی باشگاه بود که از تیم شهر خودرو گرفته شد. در آخر هم علی شجاعی و آرمان رمضانی به این تیم اضافه شدند تا با حداکثر امکانات پا به لیگ قهرمانان بگذارند. در اوایل فصل هم بازیکنان جوانی به نام‌های محمد شریفی و محمدمهدی مهدی‌خانی به باشگاه اضافه شدند.
| شماره | پست       | نام               | سن | از تیم    | مدت قرارداد | نوع انتقال | تاریخ          |
| ----- | --------- | ----------------- | -- | --------- | ----------- | ---------- | -------------- |
| ورودی |           |                   |    |           |             |            |                |
| ۷۷    | مدافع     | سعید آقایی        | ۲۵ | سپاهان    | ۲ فصل       | دائم       | ۱۱ شهریور ۱۳۹۹ |
| ۸۱    | دروازه‌بان | حامد لک           | ۲۹ | ماشین‌سازی | ۲ فصل       | دائم       | ۱۱ شهریور ۱۳۹۹ |
| ۷     | مهاجم     | عیسی آل‌کثیر       | ۳۰ | صنعت‌نفت   | ۲ فصل       | دائم       | ۱۱ شهریور ۱۳۹۹ |
| ۱۴    | هافبک     | احسان پهلوان      | ۲۷ | ذوب‌آهن    | ۲ فصل       | دائم       | ۱۲ شهریور ۱۳۹۹ |
| ۱۰    | هافبک     | میلاد سرلک        | ۲۵ | شهرخودرو  | ۲ فصل       | دائم       | ۱۵ شهریور ۱۳۹۹ |
| ۲۳    | هافبک     | علی شجاعی         | ۲۳ | نساجی     | ۲ فصل       | دائم       | ۱۸ شهریور ۱۳۹۹ |
| ۳۶    | مهاجم     | آرمان رمضانی      | ۲۸ | سایپا     | ۲ فصل       | دائم       | ۱۸ شهریور ۱۳۹۹ |
| ۱۸    | هافبک     | محمد شریفی        | ۲۰ | سایپا     | ۲ فصل       | دائم       | ۱۰ آبان ۱۳۹۹   |
| ۹     | مهاجم     | محمدمهدی مهدی‌خانی | ۲۳ | واراژدین  | ۲ فصل       | دائم       | ۲۶ آبان ۱۳۹۹   |

اولین بازیکن خروجی پرسپولیس علیرضا بیرانوند بود که البته در بین فصل تیمش را ترک کرد و راهی بلژیک شد. دومین بازیکن خروجی تیم هم آنتونی استوکس بود که از زمان بازی با شارجه (۲۹ بهمن ۱۳۹۸) به ایران برنگشت و همین باعث شد یحیی گل‌محمدی نام او را از لیست نفرات پرسپولیس خط بزند. حالا نوبت به دیگر بازیکن خارجی پرسپولیس بود. کریستین اوساگونا بعد از عملکرد نه‌چندان خوب مقابل استقلال از این تیم جدا شد. انتقال بعدی شاید واقعاً شوک بزرگی به پرسپولیس وارد کرد. علی علیپور که در ۶ سال حضور خود در پرسپولیس با وجود سن کم ۷۲ گل به ثمر رساند از این تیم جدا شد و به پرتغال رفت. در ادامه هم ارسلان آزادی که حضور یا غیبت او به چشم پرسپولیس نمی‌آمد به تیم دسته ۱ نود ارومیه پیوست. انتقال مهدی ترابی هم مانند علی علیپور انتقال جنجالی بود و این بازیکن درحالی که در فصل قبل ۱۲گل به ثمر رسانده بود به تیم العربی قطر رفت و باعث افت فنی خودش نیز شد. انتقال بعدی شجاع خلیل‌زاده بود که بعد از بازی نیمه نهایی مقابل النصر پرسپولیس را ترک کرد. شاید بشود گفت انتقال محمد نادری به استقلال جنجالی‌ترین انتقال فصل لیگ برتر بود. این بازیکن که به تازگی از بند محرومیت رها شد به دلیل اختلافش با کادر فنی پرسپولیس از این تیم جدا شد و به تیم کورتریک پیوست و در ادامه هم باشگاه استقلال او را به صورت قرضی گرفت. محسن ربیع‌خواه دیگر بازیکن جداشده پرسپولیس بود که به دلیل بازی کم به تیم آلومینیوم اراک پیوست. امیر روستایی هم به همین دلیل از پرسپولیس جدا شد و با قراردادی قرضی به پیکان پیوست.
| شماره | پست       | نام              | سن | به تیم         | نوع انتقال | تاریخ          |
| ----- | --------- | ---------------- | -- | -------------- | ---------- | -------------- |
| خروجی |           |                  |    |                |            |                |
| ۱     | دروازه‌بان | علیرضا بیرانوند  | ۲۷ | آنتورپ         | دائم       | ۷ مرداد ۱۳۹۹   |
| ۳۲    | مهاجم     | آنتونی استوکس    | ۳۲ | لیوینگستون     | دائم       | ۱ شهریور ۱۳۹۹  |
| ۹۹    | مهاجم     | کریستین اوساگونا | ۲۹ | الشرطه         | دائم       | ۱۹ شهریور ۱۳۹۹ |
| ۷۰    | مهاجم     | علی علیپور       | ۲۴ | ماریتیمو       | دائم       | ۷ مهر ۱۳۹۹     |
| ۳۵    | هافبک     | ارسلان آزادی     | ۲۳ | نود ارومیه     | دائم       | ۱۳ مهر ۱۳۹۹    |
| ۹     | هافبک     | مهدی ترابی       | ۲۶ | العربی         | دائم       | ۱۸ مهر ۱۳۹۹    |
| ۳     | مدافع     | شجاع خلیل‌زاده    | ۳۱ | الریان         | دائم       | ۲ آبان ۱۳۹۹    |
| ۲۸    | مدافع     | محمد نادری       | ۲۴ | کورتریک        | پایان قرضی | ۲ آبان ۱۳۹۹    |
| ۱۸    | هافبک     | محسن ربیع‌خواه    | ۳۲ | آلومینیوم اراک | دائم       | ۲۲ آبان ۱۳۹۹   |
| ۲۰    | مهاجم     | امیر روستایی     | ۲۳ | پیکان          | قرضی       | ۲۸ آبان ۱۳۹۹   |

| شماره | پست   | نام      | سن | مدت تمدید | پایان قرارداد | تاریخ          |
| ----- | ----- | -------- | -- | --------- | ------------- | -------------- |
| تمدید |       |          |    |           |               |                |
| ۵     | هافبک | بشار رسن | ۲۳ | ۱ فصل     | ۱۴۰۰          | ۱۶ شهریور ۱۳۹۹ |

### نقل و انتقالات زمستان
پرسپولیس در بازار نقل و انتقالات نیم فصل موفق شد سه بازیکن که در سطح اول لیگ‌های معتبری بازی می‌کردند را به خدمت بگیرد. مهدی ترابی از قطر، شهریار مغانلو از پرتغال و فرشاد فرجی از ایران این بازیکنان را تشکیل دادند.
| شماره | پست   | نام           | سن | از تیم     | مدت قرارداد | نوع انتقال | تاریخ         |
| ----- | ----- | ------------- | -- | ---------- | ----------- | ---------- | ------------- |
| ورودی |       |               |    |            |             |            |               |
| ۲۱    | هافبک | مهدی ترابی    | ۲۶ | العربی     | ۱/۵ فصل     | دائم       | ۱۸ بهمن ۱۳۹۹  |
| ۷۰    | مهاجم | شهریار مغانلو | ۲۶ | سانتاکلارا | ۱ فصل       | قرضی       | ۱۷ اسفند ۱۳۹۹ |
| ۳     | مدافع | فرشاد فرجی    | ۲۶ | پدیده      | ۱ فصل       | دائم       | ۲۵ اسفند ۱۳۹۹ |
| ۲۷    | مهاجم | علیرضا خدایی  | ۱۹ | آکادمی     | نامشخص      | دائم       | نامشخص        |

بشار رسن که صحبت‌هایی هم بر سر جدایی او بعد از فینال لیگ قهرمانان بود، اولین جداشده این تیم بود. در ادامه سعید حسین‌پور و آریا برزگر هم اقدام به جدایی کردند. آرمان رمضانی هم که در دوران حضور در پرسپولیس عملکرد ناموفقی داشت به تیم استقلال پیوست. بعد از محمد نادری و آرمان رمضانی، نوبت به امیرحسین بیات شد که به تیم استقلال بپیوندد. این دروازه‌بان که در غیاب بیرانوند و افت رادوشویچ احتمال بازی‌کردن را داشت به تیم رقیب یعنی استقلال پیوست. سینا مهدوی که از آکادمی به پرسپولیس آمده بود برای گذراندن دوران سربازی راهی ملوان شد. در ادامه دو دفاع پرسپولیس هم به نام‌های احسان حسینی و محمد انصاری از تیم جدا شدند. بحث‌هایی مبنی بر جدایی بوژیدار رادوشویچ، دروازه‌بان دوم این تیم هم بود که به گفته باشگاه، قرار است او دوباره به ایران برگردد و در تمرینات این تیم شرکت کند. در ادامه علیرضا ملکی هم که کسی از حضورش در این تیم خبری نداشت به تیم ناشناخته اسپاد پیوست.
| شماره | پست       | نام           | سن | به تیم     | نوع انتقال    | تاریخ         |
| ----- | --------- | ------------- | -- | ---------- | ------------- | ------------- |
| خروجی |           |               |    |            |               |               |
| ۵     | هافبک     | بشار رسن      | ۲۴ | القطر      | دائم          | ۱۱ دی ۱۳۹۹    |
| ۳۶    | مهاجم     | آرمان رمضانی  | ۲۸ | استقلال    | دائم          | ۱۲ اسفند ۱۳۹۹ |
| ۶۳    | دروازه‌بان | امیرحسین بیات | ۲۲ | استقلال    | دائم          | ۱۲ اسفند ۱۳۹۹ |
| ۱۵    | مدافع     | محمد انصاری   | ۲۹ | مس رفسنجان | دائم          | ۲۸ اسفند ۱۳۹۹ |
| ۲۸    | مهاجم     | علیرضا ملکی   | ۲۲ | اسپاد      | دائم          | نامشخص        |
| ۲۵    | مهاجم     | آریا برزگر    | ۱۸ | فجر سپاسی  | قرضی          | ۱۲ اسفند ۱۳۹۹ |
| ۳۳    | مدافع     | سینا مهدوی    | ۲۱ | ملوان      | قرضی (سربازی) | ۱۸ اسفند ۱۳۹۹ |
| ۲۶    | هافبک     | سعید حسین‌پور  | ۲۲ | ماشین‌سازی  | قرضی          | ۹ اسفند ۱۳۹۹  |
| ۳۸    | مدافع     | احسان حسینی   | ۲۲ | پدیده      | قرضی          | ۲۵ اسفند ۱۳۹۹ |

| شماره | پست   | نام             | سن | مدت تمدید | پایان قرارداد | تاریخ       |
| ----- | ----- | --------------- | -- | --------- | ------------- | ----------- |
| تمدید |       |                 |    |           |               |             |
| ۱۶    | مهاجم | مهدی عبدی       | ۲۱ | ۵ فصل     | ۱۴۰۴          | ۴ آذر ۱۳۹۹  |
| ۱۱    | هافبک | کمال کامیابی‌نیا | ۳۱ | ۱ فصل     | ۱۴۰۰          | ۵ آذر ۱۳۹۹  |
| ۸۸    | هافبک | سیامک نعمتی     | ۲۶ | ۲ فصل     | ۱۴۰۱          | ۲۰ آذر ۱۳۹۹ |

## درگذشت مهرداد میناوند و علی انصاریان
مهرداد میناوند در ۳۰ دی ۱۳۹۹ به دلیل ابتلا به ویروس کرونا در بخش مراقبت‌های ویژه بیمارستان لاله تهران بستری شد. وی در تاریخ ۸ بهمن ۱۳۹۹ بر اثر ابتلا به ویروس کرونا و آمبولی ریه ناشی از آن، در بیمارستان لالهٔ تهران درگذشت. میناوند در شرایطی به بیمارستان مراجعه کرده بود که حدود ۸۰ درصد ریه‌هایش درگیر ویروس کرونا شده بود. طبق گفته پزشک معالج وی، حال میناوند رو به بهبودی بود که بروز ناگهانی آمبولی ریه (وارد شدن لخته خون به ریه) باعث مرگ وی شده است.
علی انصاریان نیز در ساعت ۱۶:۱۵ عصر ۱۵ بهمن ۱۳۹۹ در اثر ابتلا به ویروس کووید-۱۹ در بیمارستان فرهیختگان تهران درگذشت.

### بازی‌های یادبود مهرداد میناوند و علی انصاریان
بازی‌های یادبود مهرداد میناوند و علی انصاریان مسابقاتی برای بزرگداشت مهرداد میناوند و علی انصاریان و هنرمندان و ورزشکارانی که بر اثر بیماری کروناویروس ۲۰۱۹ درگذشتند بود که با تلاش باشگاه فوتبال پرسپولیس در سال ۱۳۹۹ برگزار شد. در این بازی‌ها، یک مسابقه بین منتخب سرخابی و منتخب ۹۸ و یک مسابقه بین هنرمندان استقلال و هنرمندان پرسپولیس برگزار شد.
| منتخب سرخابی                                                  | ۳–۲              | منتخب ۹۸                                                 |
| ------------------------------------------------------------- | ---------------- | -------------------------------------------------------- |
| علی کریمی ۲۴' · جواد کاظمیان ۲۶' · بهنام ابوالقاسم‌پور ۳۰' (پ) | گزارش خلاصه بازی | رسول خطیبی ۳۸' · کریم باقری '۷۹ · خداداد عزیزی ۱+۸۰' (پ) |

| منتخب سرخابی | منتخب ۹۸ |

|  | قوانین مسابقه - ۸۰ دقیقه وقت معمول مسابقه. - هر تیم ۷ بازیکن ذخیره خواهد داشت. - در طول مسابقه هر تیم اجازه هر تعداد تعویض دارند. |

| هنرمندان استقلال                   | ۱–۱              | هنرمندان پرسپولیس |
| ---------------------------------- | ---------------- | ----------------- |
| بهرام افشاری '۴۹ · مهدی ماهانی ۶۹' | گزارش خلاصه بازی | امیر مقاره ۱۳'    |

| هنرمندان استقلال | هنرمندان پرسپولیس |

|  | قوانین مسابقه - ۷۰ دقیقه وقت معمول مسابقه. - هر تیم ۲۲ بازیکن ذخیره خواهد داشت. - در طول مسابقه هر تیم اجازه هر تعداد تعویض دارند. |

## بازی‌های دوستانه
برد
      مساوی
      باخت
      برنامه‌ریزی شده
| ۳۰ مهر ۱۳۹۹ دوستانه          | پرسپولیس | ۰–۳ | مس رفسنجان                         | تهران               |
| ۱۵:۵۵ ساعت رسمی ایران +۰۳:۳۰ |          |     | آشوری ۹' · زهیوی ۴۰' · نقی‌زاده ۷۵' | ورزشگاه: شهید کاظمی |

| ۵ آبان ۱۳۹۹ دوستانه          | پرسپولیس                                     | ۳–۰ | ملوان | تهران               |
| ۱۵:۳۵ ساعت رسمی ایران +۰۳:۳۰ | عالیشاه ۳۳' · نعمتی ۵۵' (پنالتی) · رسن ۹۰+۲' |     |       | ورزشگاه: شهید کاظمی |

| ۱۰ آبان ۱۳۹۹ دوستانه         | پرسپولیس                  | ۳–۲ | گل‌گهر         | تهران               |
| ۱۵:۳۰ ساعت رسمی ایران +۰۳:۳۰ | عبدی ۱۱' · امیری ۴۹'، ۶۰' |     | منشا ۱۸'، ۶۵' | ورزشگاه: شهید کاظمی |

| ۲۴ آبان ۱۳۹۹ دوستانه         | پرسپولیس               | ۲–۲ | بادران    | تهران               |
| ۱۵:۳۵ ساعت رسمی ایران +۰۳:۳۰ | عبدی ۴۵' · عالیشاه ۶۸' |     | ۷۶' · ۷۹' | ورزشگاه: شهید کاظمی |

| ۱۱ آذر ۱۳۹۹ دوستانه          | پرسپولیس       | ۲–۱ | ویستا توربین | تهران               |
| ۱۱:۳۰ ساعت رسمی ایران +۰۳:۳۰ | عبدی · حسین‌پور |     | حسینی        | ورزشگاه: شهید کاظمی |

| ۹ فروردین ۱۴۰۰ دوستانه           | پرسپولیس          | ۱–۰ | سایپا | تهران               |
| ۱۶:۰۰ ساعت تابستانی ایران +۰۴:۳۰ | ترابی ۲' (پنالتی) |     |       | ورزشگاه: شهید کاظمی |

## رقابت‌ها

### بررسی مسابقات
| رقابت                  | اولین بازی      | آخرین بازی   | شروع دور   | جایگاه نهایی | آمار | آمار | آمار | آمار | آمار | آمار | آمار | آمار  |
| رقابت                  | اولین بازی      | آخرین بازی   | شروع دور   | جایگاه نهایی | بازی | ب    | ت    | ش    | گ‌ز   | گ‌خ   | ت‌گ   | % برد |
| ---------------------- | --------------- | ------------ | ---------- | ------------ | ---- | ---- | ---- | ---- | ---- | ---- | ---- | ----- |
| لیگ برتر               | ۱۶ آبان ۱۳۹۹    | ۸ مرداد ۱۴۰۰ | هفته اول   | قهرمان       | ۳۰   | ۱۹   | ۱۰   | ۱    | ۴۷   | ۱۴   | ۳۳+  | ۰۶۳   |
| جام حذفی               | ۲۲ اسفند ۱۳۹۹   | ۲۴ تیر ۱۴۰۰  | یک‌ شانزدهم | یک چهارم     | ۳    | ۲    | ۱    | ۰    | ۷    | ۱    | ۶+   | ۰۶۷   |
| سوپرجام                | ۳۰ تیر ۱۴۰۰     | ۳۰ تیر ۱۴۰۰  | فینال      | قهرمان       | ۱    | ۱    | ۰    | ۰    | ۱    | ۰    | ۱+   | ۱۰۰   |
| لیگ قهرمانان آسیا ۲۰۲۰ | ۲۵ شهریور ۱۳۹۹  | ۲۹ آذر ۱۳۹۹  | گروهی      | نایب‌قهرمان   | ۸    | ۵    | ۱    | ۲    | ۱۱   | ۴    | ۷+   | ۰۶۳   |
| لیگ قهرمانان آسیا ۲۰۲۱ | ۲۵ فروردین ۱۴۰۰ | ۲۴ مهر ۱۴۰۰  | گروهی      | گروهی        | ۶    | ۵    | ۰    | ۱    | ۱۴   | ۵    | ۹+   | ۰۸۳   |
| مجموع                  | مجموع           | مجموع        | مجموع      | مجموع        | ۴۸   | ۳۲   | ۱۲   | ۴    | ۸۰   | ۲۴   | ۵۶+  | ۰۶۷   |

آخرین به‌روزرسانی در: ۲۴ مهر ۱۴۰۰

منبع: رقابت‌ها

### جدول لیگ
| رتبه | تیم            | بازی | برد | مساوی | باخت | گل زده | گل خورده | گل تفاضل | امتیاز | صعود یا سقوط                               |
| ---- | -------------- | ---- | --- | ----- | ---- | ------ | -------- | -------- | ------ | ------------------------------------------ |
| ۱    | پرسپولیس (ق)   | ۳۰   | ۱۹  | ۱۰    | ۱    | ۴۷     | ۱۴       | ۳۳+      | ۶۷     | صعود به مرحله گروهی لیگ قهرمانان آسیا ۲۰۲۲ |
| ۲    | سپاهان         | ۳۰   | ۱۹  | ۸     | ۳    | ۵۳     | ۲۴       | ۲۹+      | ۶۵     | صعود به مرحله پلی‌آف لیگ قهرمانان آسیا ۲۰۲۲ |
| ۳    | استقلال        | ۳۰   | ۱۶  | ۸     | ۶    | ۳۶     | ۱۹       | ۱۷+      | ۵۶     | صعود به مرحله پلی‌آف لیگ قهرمانان آسیا ۲۰۲۲ |
| ۴    | تراکتور        | ۳۰   | ۱۲  | ۹     | ۹    | ۳۵     | ۲۹       | ۶+       | ۴۵     |                                            |
| ۵    | گل‌گهر          | ۳۰   | ۱۳  | ۶     | ۱۱   | ۳۳     | ۳۲       | ۱+       | ۴۵     |                                            |
| ۶    | فولاد          | ۳۰   | ۱۰  | ۱۴    | ۶    | ۲۷     | ۱۸       | ۹+       | ۴۴     | صعود به مرحله گروهی لیگ قهرمانان آسیا ۲۰۲۲ |
| ۷    | پیکان          | ۳۰   | ۹   | ۱۳    | ۸    | ۳۲     | ۳۰       | ۲+       | ۴۰     |                                            |
| ۸    | مس رفسنجان     | ۳۰   | ۱۰  | ۹     | ۱۱   | ۲۳     | ۲۹       | ۶−       | ۳۹     |                                            |
| ۹    | پدیده          | ۳۰   | ۱۰  | ۸     | ۱۲   | ۲۷     | ۳۱       | ۴−       | ۳۸     |                                            |
| ۱۰   | صنعت نفت       | ۳۰   | ۹   | ۱۰    | ۱۱   | ۲۴     | ۲۹       | ۵−       | ۳۷     |                                            |
| ۱۱   | آلومینیوم اراک | ۳۰   | ۸   | ۱۳    | ۹    | ۲۵     | ۳۳       | ۸−       | ۳۷     |                                            |
| ۱۲   | نساجی          | ۳۰   | ۹   | ۶     | ۱۵   | ۲۷     | ۳۴       | ۷−       | ۳۳     |                                            |
| ۱۳   | نفت م. س       | ۳۰   | ۷   | ۱۰    | ۱۳   | ۲۱     | ۲۹       | ۸−       | ۳۱     |                                            |
| ۱۴   | ذوب‌آهن         | ۳۰   | ۵   | ۱۱    | ۱۴   | ۲۸     | ۳۹       | ۱۱−      | ۲۶     |                                            |
| ۱۵   | سایپا (س)      | ۳۰   | ۵   | ۱۱    | ۱۴   | ۱۹     | ۳۴       | ۱۵−      | ۲۶     | سقوط به لیگ آزادگان ۱۴۰۱–۱۴۰۰              |
| ۱۶   | ماشین‌سازی (س)  | ۳۰   | ۲   | ۸     | ۲۰   | ۱۹     | ۵۲       | ۳۳−      | ۱۴     | سقوط به لیگ آزادگان ۱۴۰۱–۱۴۰۰              |

### دست‌آوردها در خانه و بیرون
| مجموع | مجموع  | مجموع | مجموع | مجموع | مجموع | مجموع | مجموع | خانه | خانه | خانه | خانه | خانه | خانه | مهمان | مهمان | مهمان | مهمان | مهمان | مهمان |
| بازی  | امتیاز | پ     | ت     | ش     | گ‌ز    | گ‌خ    | ت‌گ    | پ    | ت    | ش    | گ‌ز   | گ‌خ   | ت‌گ   | پ     | ت     | ش     | گ‌ز    | گ‌خ    | ت‌گ    |
| ----- | ------ | ----- | ----- | ----- | ----- | ----- | ----- | ---- | ---- | ---- | ---- | ---- | ---- | ----- | ----- | ----- | ----- | ----- | ----- |
| ۳۰    | ۶۷     | ۲۱    | ۴     | ۵     | ۴۶    | ۱۷    | ۲۹+   | ۱۱   | ۲    | ۲    | ۲۷   | ۸    | ۱۹+  | ۱۰    | ۲     | ۳     | ۱۹    | ۹     | ۱۰+   |

منبع: سازمان لیگ

پ = پیروزی؛ ت = تساوی؛ ش = شکست؛ گ‌ز = گل زده؛ گ‌خ = گل خورده؛ ت‌گ = تفاضل گل

- این جدول آمار فقط مربوط به لیگ برتر است.

### روند هفته به هفته
| هفته  | 1 | 2 | 3 | 4 | 5 | 6 | 7 | 8 | 9 | 10 | 11 | 12 | 13 | 14 | 15 | 16 | 17 | 18 | 19 | 20 | 21 | 22 | 23 | 24 | 25 | 26 | 27 | 28 | 29 | 30 |
| ----- | - | - | - | - | - | - | - | - | - | -- | -- | -- | -- | -- | -- | -- | -- | -- | -- | -- | -- | -- | -- | -- | -- | -- | -- | -- | -- | -- |
| زمین  | ب | خ | ب | خ | ب | خ | خ | ب | خ | ب  | خ  | ب  | خ  | ب  | خ  | خ  | ب  | خ  | ب  | خ  | ب  | ب  | خ  | ب  | خ  | ب  | خ  | ب  | خ  | ب  |
| نتیجه | م | پ | م | پ | م | م | م | م | پ | پ  | پ  | ش  | پ  | پ  | پ  | پ  | م  | پ  | م  | پ  | پ  | م  | پ  | پ  | پ  | م  | پ  | پ  | پ  | پ  |
| رتبه  | 8 | 4 | 6 | 2 | 2 | 4 | 4 | 6 | 2 | 2  | 2  | 3  | 1  | 1  | 1  | 1  | 1  | 2  | 2  | 1  | 2  | 1  | 2  | 1  | 1  | 1  | 1  | 1  | 1  | 1  |

### بازی‌ها
برد
      مساوی
      باخت
      معوقه
| تاریخ هفته | میزبان | نتیجه | مهمان | مکان |

| ۱۶ آبان ۱۳۹۹ هفته اول | سایپا                  | ۰–۰              | پرسپولیس                                       | تهران                                                                                   |
| ۱۶:۳۰                 | علیاری '۴۱ سلیمانی '۸۴ | گزارش خلاصه بازی | کامیابی‌نیا '۴۹، '۷۹ · آقایی '۵۷ · نوراللهی '۵۸ | ورزشگاه: شهید دستگردی تماشاگران: بدون تماشاگر (به علت شیوع ویروس کرونا) داور: حسن اکرمی |

| ۱ آذر ۱۳۹۹ هفته دوم                            | پرسپولیس           | ۱–۰              | صنعت نفت     | تهران                                                                                  |
| ۱۶:۲۰ DST (UTC+۴:۳۰)                           | نعمتی ۴۳' (پنالتی) | گزارش خلاصه بازی | مطلق‌زاده '۴۲ | ورزشگاه: آزادی تماشاگران: بدون تماشاگر (به علت شیوع ویروس کرونا) داور: محمدرضا اکبریان |
| یادداشت: محمدحسین کنعانی‌زادگان یک پنالتی گرفت. |                    |                  |              |                                                                                        |

| ۶ آذر ۱۳۹۹ هفته سوم | نفت مسجدسلیمان      | ۰–۰              | پرسپولیس  | مسجدسلیمان                                                                                 |
| ۱۶:۳۵               | بلبلی '۴۵ احمدی '۸۵ | گزارش خلاصه بازی | نعمتی '۴۰ | ورزشگاه: بهنام محمدی تماشاگران: بدون تماشاگر (به علت شیوع ویروس کرونا) داور: اشکان خورشیدی |

| ۱۰ آذر ۱۳۹۹ هفته چهارم                                           | پرسپولیس                                | ۳–۰              | پدیده شهرخودرو | تهران                                                                                |
| ۱۶:۱۵ DST (UTC+۴:۳۰)                                             | سرلک '۳۶ ۸۹' · حسینی ۴۱' · نوراللهی ۸۵' | گزارش خلاصه بازی |                | ورزشگاه: آزادی تماشاگران: بدون تماشاگر (به علت شیوع ویروس کرونا) داور: رضا کرمانشاهی |
| یادداشت: سعید آقایی پاس گل اول و میلاد سرلک پاس گل دوم را دادند. |                                         |                  |                |                                                                                      |

| ۵ دی ۱۳۹۹ هفته پنجم | نساجی                                                       | ۱–۱              | پرسپولیس                                   | قائم‌شهر                                                                                   |
| ۱۵:۰۰               | بیژن ۴۱' · طهماسبی '۵۹ · شیری '۶۰ · کلانتری '۶۵ · قاسمی '۸۵ | گزارش خلاصه بازی | کنعانی‌زادگان '۴۰ · نوراللهی ۸۵' · لک '۱+۹۰ | ورزشگاه: شهید وطنی تماشاگران: بدون تماشاگر (به علت شیوع ویروس کرونا) داور: موعود بنیادی‌فر |

| ۱۱ دی ۱۳۹۹ هفته ششم | پرسپولیس                                                 | ۱–۱              | ذوب‌آهن                                                  | تهران                                                                             |
| ۱۵:۰۰               | آقایی '۹، '۸۹ · عالیشاه ۱۷' · نعمتی '۵۶ · کامیابی‌نیا '۶۱ | گزارش خلاصه بازی | جهانی '۱۵، ۹۰' · قنبری '۳۵ · حسینی '۸۹ · محمدی‌مهر '۵+۹۰ | ورزشگاه: آزادی تماشاگران: بدون تماشاگر (به علت شیوع ویروس کرونا) داور: بیژن حیدری |

| ۱۶ دی ۱۳۹۹ هفته هفتم | پرسپولیس  | ۰–۰              | سپاهان              | تهران                                                                                |
| ۱۶:۳۰                | شجاعی '۹۰ | گزارش خلاصه بازی | کیروس '۱۴ رفیعی '۵۹ | ورزشگاه: آزادی تماشاگران: بدون تماشاگر (به علت شیوع ویروس کرونا) داور: اشکان خورشیدی |

| ۲۲ دی ۱۳۹۹ هفته هشتم | استقلال                                        | ۲–۲              | پرسپولیس                                           | تهران                                                                                |
| ۱۶:۳۵                | مطهری ۲' · موسوی '۴۱ · غلامی '۵۵ · قایدی ۳+۹۰' | گزارش خلاصه بازی | عبدی ۵۱' · امیری ۶۶' · کنعانی‌زادگان '۷۶ · سرلک '۸۱ | ورزشگاه: آزادی تماشاگران: بدون تماشاگر (به علت شیوع ویروس کرونا) داور: رضا کرمانشاهی |

| ۲۱ بهمن ۱۳۹۹ هفته نهم             | پرسپولیس  | ۱–۰              | مس رفسنجان                              | تهران                                                                              |
| ۱۷:۰۰ DST (UTC+۴:۳۰)              | حسینی ۵۱' | گزارش خلاصه بازی | رضایی '۵۴ · کریم‌زاده '۶۸ '۷۸ · کعبی '۸۵ | ورزشگاه: آزادی تماشاگران: بدون تماشاگر (به علت شیوع ویروس کرونا) داور: حمید حاج‌ملک |
| یادداشت: امید عالیشاه پاس گل داد. |           |                  |                                         |                                                                                    |

| ۱ اسفند ۱۳۹۹ هفته دهم                                             | گل‌گهر                   | ۰–۵              | پرسپولیس                                                        | سیرجان                                                                                   |
| ۱۵:۴۰ DST (UTC+۴:۳۰)                                              | برزای '۸۴ · علیزاده '۸۶ | گزارش خلاصه بازی | نوراللهی ۳۰' · عالیشاه ۶۰' · شیری ۶۸' · زنده‌روح '۷۲ · نعمتی ۸۸' | ورزشگاه: شهید سلیمانی تماشاگران: بدون تماشاگر (به علت شیوع ویروس کرونا) داور: پیام حیدری |
| یادداشت: سعید آقایی پاس گل اول و سیامک نعمتی پاس گل دوم را دادند. |                         |                  |                                                                 |                                                                                          |

| ۲۹ دی ۱۳۹۹ هفته یازدهم                                              | پرسپولیس                                                  | ۲–۱              | فولاد                         | تهران                                                                                   |
| ۱۶:۴۰ DST (UTC+۴:۳۰)                                                | عبدی ۲۹' · کنعانی‌زادگان '۶۲ · نوراللهی '۶۶ ۷۷' · لک '۳+۹۰ | گزارش خلاصه بازی | آبشک '۴۵ · پریرا ۶۴' (پنالتی) | ورزشگاه: آزادی تماشاگران: بدون تماشاگر (به علت شیوع ویروس کرونا) داور: محمدحسین زاهدی‌فر |
| یادداشت: احمد نوراللهی پاس گل اول و وحید امیری پاس گل دوم را دادند. |                                                           |                  |                               |                                                                                         |

| ۶ بهمن ۱۳۹۹ هفته دوازدهم | آلومینیوم                              | ۲–۱              | پرسپولیس          | اراک                                 |
| ۱۵:۰۰                    | شریفات '۱۵ · توکلی ۲۰' · پاکدل ۳۰' '۵۱ | گزارش خلاصه بازی | کامیابی‌نیا ۷' '۶۰ | ورزشگاه: امام خمینی داور: وحید کاظمی |

| ۱۱ بهمن ۱۳۹۹ هفته سیزدهم                                         | پرسپولیس                   | ۲–۱              | ماشین‌سازی                                     | تهران                                                                            |
| ۱۶:۵۵ DST (UTC+۴:۳۰)                                             | امیری ۲۵' · نوراللهی ۳+۹۰' | گزارش خلاصه بازی | باقری '۴۵ · بابایی ۸۳' (پنالتی) · کریمی '۵+۹۰ | ورزشگاه: آزادی تماشاگران: بدون تماشاگر (به علت شیوع ویروس کرونا) داور: علی صفایی |
| یادداشت: میلاد سرلک پاس گل اول و وحید امیری پاس گل دوم را دادند. |                            |                  |                                               |                                                                                  |

| ۱۶ بهمن ۱۳۹۹ هفته چهاردهم          | تراکتور                 | ۰–۱              | پرسپولیس                       | تبریز                                                                                    |
| ۱۵:۰۰ DST (UTC+۴:۳۰)               | فخرالدینی '۸ ایمانی '۵۷ | گزارش خلاصه بازی | حسینی ۵۳' · آقایی '۶۹ · لک '۶۹ | ورزشگاه: یادگار امام تماشاگران: بدون تماشاگر (به علت شیوع ویروس کرونا) داور: مهدی سیدعلی |
| یادداشت: احمد نوراللهی پاس گل داد. |                         |                  |                                |                                                                                          |

| ۲۶ بهمن ۱۳۹۹ هفته پانزدهم         | پرسپولیس                | ۱–۰              | پیکان | تهران                                                                           |
| ۱۷:۱۵ DST (UTC+۴:۳۰)              | نوراللهی ۵۴' · سرلک '۸۷ | گزارش خلاصه بازی |       | ورزشگاه: آزادی تماشاگران: بدون تماشاگر (به علت شیوع ویروس کرونا) داور: رضا عادل |
| یادداشت: امید عالیشاه پاس گل داد. |                         |                  |       |                                                                                 |

| ۱۱ اسفند ۱۳۹۹ هفته شانزدهم       | پرسپولیس                                      | ۱–۰              | سایپا     | تهران                                                                            |
| ۱۷:۲۵ DST (UTC+۴:۳۰)             | حسینی ۶' · عالیشاه '۲۱ · شیری '۴۵ · آقایی '۷۹ | گزارش خلاصه بازی | جباری '۸۳ | ورزشگاه: آزادی تماشاگران: بدون تماشاگر (به علت شیوع ویروس کرونا) داور: رضا مهدوی |
| یادداشت: سیامک نعمتی پاس گل داد. |                                               |                  |           |                                                                                  |

| ۱۶ اسفند ۱۳۹۹ هفته هفدهم | صنعت نفت  | ۰–۰              | پرسپولیس | آبادان                                                                               |
| ۱۵:۰۰                    | نصاری '۷۶ | گزارش خلاصه بازی |          | ورزشگاه: تختی تماشاگران: بدون تماشاگر (به علت شیوع ویروس کرونا) داور: امیر عرب براقی |

| ۲۸ اسفند ۱۳۹۹ هفته هجدهم                                                                                   | پرسپولیس                                                                  | ۲–۱              | نفت مسجدسلیمان                              | تهران                                                                             |
| ۱۵:۰۰ DST (UTC+۴:۳۰)                                                                                       | عالیشاه '۸ · ترابی ۳۲' · شیری '۵۱ · امیری ۶۸' · نعمتی '۷۲ '۷۵ · حسینی '۸۰ | گزارش خلاصه بازی | بلبلی '۷ · مجد '۷ · تهیدست ۵۳' · محبی '۳+۹۰ | ورزشگاه: آزادی تماشاگران: بدون تماشاگر (به علت شیوع ویروس کرونا) داور: بیژن حیدری |
| یادداشت: مهدی ترابی یک پنالتی گرفت و گل اول با پاس سعید آقایی و گل دوم با پاس شهریار مغانلو به ثمر رسیدند. |                                                                           |                  |                                             |                                                                                   |

| ۱۴ فروردین ۱۴۰۰ هفته نوزدهم | پدیده شهرخودرو | ۱–۱              | پرسپولیس     | مشهد                              |
| ۱۶:۳۰                       | قاسمی‌نژاد ۴۵'  | گزارش خلاصه بازی | سرلک '۵۶ ۶۹' | ورزشگاه: امام رضا داور: علی صفایی |

| ۱۹ فروردین ۱۴۰۰ هفته بیستم               | پرسپولیس                         | ۲–۰              | نساجی                | تهران                                                                                   |
| ۱۸:۵۰ DST (UTC+۴:۳۰)                     | ترابی ۸' · لک '۴۲ · آل‌کثیر ۱+۹۰' | گزارش خلاصه بازی | قهاری '۴۴ دهقانی '۶۱ | ورزشگاه: آزادی تماشاگران: بدون تماشاگر (به علت شیوع ویروس کرونا) داور: محمدحسین زاهدی‌فر |
| یادداشت: امید عالیشاه پاس گل دوم را داد. |                                  |                  |                      |                                                                                         |

| ۱۷ اردیبهشت ۱۴۰۰ هفته بیست و دوم                                  | سپاهان                            | ۱–۱              | پرسپولیس               | اصفهان                                                                               |
| ۲۱:۱۵                                                             | پورقاز '۱۴ · رفیعی '۴۴ · محبی ۸۷' | گزارش خلاصه بازی | ترابی '۳۵ · آل‌کثیر ۵۵' | ورزشگاه: نقش جهان تماشاگران: بدون تماشاگر (به علت شیوع ویروس کرونا) داور: بیژن حیدری |
| یادداشت: در دقیقه ۹۰+۴ یحیی گل محمدی از داور کارت زرد دریافت کرد. |                                   |                  |                        |                                                                                      |

| ۲۴ اردیبهشت ۱۴۰۰ هفته بیست و سوم | پرسپولیس                                                       | ۱–۰              | استقلال                | تهران                                                                                  |
| ۱۹:۳۰ DST (UTC+۴:۳۰)             | مغانلو '۳۰ · امیری '۵۱ · آل کثیر ۵۵' '۸۱ · لک '۶۵ · فرجی '۷+۹۰ | گزارش خلاصه بازی | یزدانی '۹۰ نادری '۷+۹۰ | ورزشگاه: آزادی تماشاگران: بدون تماشاگر (به علت شیوع ویروس کرونا) داور: محمدرضا اکبریان |

| ۴ تیر ۱۴۰۰ هفته بیست و چهارم      | مس رفسنجان   | ۰–۱              | پرسپولیس | رفسنجان                                                                                 |
| ۱۹:۱۵ DST (UTC+۴:۳۰)              | نورمحمدی '۴۰ | گزارش خلاصه بازی | عبدی ۷۹' | ورزشگاه: شهدای مس تماشاگران: بدون تماشاگر (به علت شیوع ویروس کرونا) داور: جواد رحیم‌زاده |
| یادداشت: امید عالیشاه پاس گل داد. |              |                  |          |                                                                                         |

| ۹ تیر ۱۴۰۰ هفته بیست و پنجم                                                  | پرسپولیس                                                        | ۳–۱              | گل‌گهر                 | تهران                                                                                |
| ۱۹:۵۰ DST (UTC+۴:۳۰)                                                         | ترابی ۱۲' (پنالتی)، ۲۸' · عالیشاه '۲۳ · سرلک '۴۹ · نوراللهی ۸۴' | گزارش خلاصه بازی | شاکری ۳۸' · شکاری '۴۳ | ورزشگاه: آزادی تماشاگران: بدون تماشاگر (به علت شیوع ویروس کرونا) داور: اشکان خورشیدی |
| یادداشت: امید عالیشاه یک پنالتی گرفت و گل دوم با پاس سعید آقایی به ثمر رسید. |                                                                 |                  |                       |                                                                                      |

| ۱۵ تیر ۱۴۰۰ هفته بیست و ششم | فولاد                             | ۰–۰              | پرسپولیس             | اهواز                                |
| ۲۱:۱۰                       | آبشک '۴۵ پاتوسی '۶۶ مرادیان '۹۰+۴ | گزارش خلاصه بازی | مغانلو '۴۵ امیری '۶۴ | ورزشگاه: فولاد آرنا داور: وحید کاظمی |

| ۱۹ تیر ۱۴۰۰ هفته بیست و هفتم                                        | پرسپولیس                           | ۲–۰              | آلومینیوم   | تهران                                                                                |
| ۲۰:۵۵ DST (UTC+۴:۳۰)                                                | مغانلو ۲۳' · ترابی ۳۴' · آقایی '۸۱ | گزارش خلاصه بازی | منظمی '۴+۹۰ | ورزشگاه: آزادی تماشاگران: بدون تماشاگر (به علت شیوع ویروس کرونا) داور: امیر عرب‌براقی |
| یادداشت: مهدی ترابی پاس گل اول و شهریار مغانلو پاس گل دوم را دادند. |                                    |                  |             |                                                                                      |

| ۲۹ تیر ۱۴۰۰ هفته بیست و هشتم                                                                                     | ماشین‌سازی     | ۰–۵              | پرسپولیس                                                          | تبریز                                                                                                  |
| ۲۱:۱۵ DST (UTC+۴:۳۰)                                                                                             | باقری '۱۰ '۳۸ | گزارش خلاصه بازی | مغانلو ۱۵'، ۹۰' · عبدی ۲۷'، ۵۱' · نوراللهی ۴۴' · کنعانی‌زادگان '۸۹ | ورزشگاه: بنیان دیزل (شهید سلیمانی) تماشاگران: بدون تماشاگر (به علت شیوع ویروس کرونا) داور: مهدی سیدعلی |
| یادداشت: مهدی عبدی پاس گل اول، احمد نوراللهی پاس گل دوم، وحید امیری پاس گل سوم و علی شجاعی پاس گل پنجم را دادند. |               |                  |                                                                   | |

| ۳ مرداد ۱۴۰۰ هفته بیست و نهم                                       | پرسپولیس                                         | ۳–۱              | تراکتور                                | تهران                                                                                   |
| ۲۱:۱۵ DST (UTC+۴:۳۰)                                               | مغانلو '۲۱ · عبدی ۶۴'، ۳+۹۰' · احمد نوراللهی ۶۸' | گزارش خلاصه بازی | بابایی ۵۰' · سلامی '۵۸ · ایران‌خواه '۸۰ | ورزشگاه: آزادی تماشاگران: بدون تماشاگر (به علت شیوع ویروس کرونا) داور: محمدحسین زاهدی‌فر |
| یادداشت: مهدی ترابی پاس گل اول و امید عالیشاه پاس گل سوم را دادند. |                                                  |                  |                                        |                                                                                         |

| ۸ مرداد ۱۴۰۰ هفته سی‌ام                                                      | پیکان                  | ۰–۲              | پرسپولیس               | شهرقدس                                                                                       |
| ۲۱:۱۵ DST (UTC+۴:۳۰)                                                        | محمدی '۶۰ پورامینی '۸۱ | گزارش خلاصه بازی | عبدی ۹' · نوراللهی ۲۱' | ورزشگاه: شهدای شهرقدس تماشاگران: بدون تماشاگر (به علت شیوع ویروس کرونا) داور: موعود بنیادی‌فر |
| یادداشت: گل اول با پاس مهدی ترابی و گل دوم با پاس وحید امیری به ثمر رسیدند. |                        |                  |                        |                                                                                              |

### جام حذفی
برد
      مساوی
      باخت
      معوقه
| ۲۲ اسفند ۱۳۹۹ یک‌شانزدهم نهایی                                                                         | مس نوین کرمان | ۰–۳              | پرسپولیس                          | کرمان |
| ۱۵:۰۰ ساعت رسمی ایران (یوتی‌سی ۴:۳۰+)                                                                  |               | گزارش خلاصه بازی | کامیابی‌نیا ۳۸' · عالیشاه ۵۸'، ۶۴' | ورزشگاه: شهید باهنر تماشاگران: بدون تماشاگر (به علت شیوع ویروس کرونا) داور: محمدحسین ترابیان مرد مسابقه: امید عالیشاه (پرسپولیس) |
| یادداشت: گل اول با پاس مهدی ترابی، گل دوم با پاس سعید آقایی و گل سوم با پاس میلاد سرلک به ثمر رسیدند. |               |                  |                                   | |

| ۲۸ اردیبهشت ۱۴۰۰ یک‌هشتم نهایی | شاهین بندر عامری | ۱–۴              | پرسپولیس                                         | بوشهر |
| ۲۰:۳۰ ساعت رسمی ایران (یوتی‌سی ۴:۳۰+)                                                                                                | دریانوردی ۳۴'    | گزارش خلاصه بازی | عبدی ۷'، ۸۶' · نوراللهی ۶۱' · ترابی ۸۰' (پنالتی) | ورزشگاه: شهید مهدوی تماشاگران: بدون تماشاگر (به علت شیوع ویروس کرونا) داور: روح‌الله شریفی مرد مسابقه: مهدی عبدی (پرسپولیس) |
| یادداشت: گل اول با پاس سعید آقایی، گل دوم با پاس احسان پهلوان و گل چهارم با پاس مهدی شیری به ثمر رسیدند. وحید امیری یک پنالتی گرفت. |                  |                  |                                                  | |

| ۲۴ تیر ۱۴۰۰ یک‌چهارم نهایی              | پرسپولیس             | ۰–۰ (و.ا.) (۳–۴ پنالتی)                  | استقلال    | تهران                             |
| ۱۹:۴۵                                  | مغانلو '۲۳ نعمتی '۷۹ | گزارش خلاصه بازی                         | مرادمند '۲ | ورزشگاه: آزادی داور: علیرضا فغانی |
|                                        | ضربات پنالتی         |                                          |            |                                   |
| ترابی · کنعانی · آقایی · آل‌کثیر · عبدی |                      | غفوری · اسماعیلی · مرادی · مطهری · قایدی |            |                                   |

### سوپرجام
برد       مساوی       باخت       معوقه
| پرسپولیس | تراکتور |

| GK           | ۸۱ | حامد لک               |
| RB           | ۱۷ | مهدی شیری             |
| CB           | ۶  | محمدحسین کنعانی‌زادگان |
| CB           | ۴  | سید جلال حسینی        |
| LB           | ۷۷ | سعید آقایی            |
| AM           | ۱۴ | احسان پهلوان          |
| CM           | ۸  | احمد نوراللهی         |
| CM           | ۶۶ | میلاد سرلک            |
| AM           | ۲۱ | مهدی ترابی            |
| CF           | ۲  | امید عالیشاه          |
| CF           | ۷۲ | عیسی آل کثیر          |
| تعویض‌ها:     |    |                       |
| CF           | ۹  | محمدمهدی مهدی‌خانی     |
| CF           | ۱۶ | مهدی عبدی             |
| AM           | ۳۸ | محمد شریفی            |
| MF           | ۲۳ | علی شجاعی             |
| GK           | ۳۴ | امیرمحمد یوسفی        |
| CF           | ۷۰ | شهریار مغانلو         |
| AM           | ۸۸ | سیامک نعمتی           |
| سرمربی:      |    |                       |
| یحیی گل‌محمدی |    |                       |

| GK         | ۱  | محمدرضا اخباری    |
| RB         | ۱۴ | میثم تیموری       |
| CB         | ۴  | هادی محمدی        |
| CB         | ۳  | محمدرضا خانزاده   |
| LB         | ۳۴ | میلاد فخرالدینی   |
| AM         | ۲  | ابوالفضل رزاق‌پور  |
| CM         | ۹۹ | محمد قادری        |
| CM         | ۶۶ | حمید بوحمدان      |
| AM         | ۱۱ | مهدی تیکدری       |
| CF         | ۸۷ | سامان نریمان جهان |
| CF         | ۲۳ | محمد عباس‌زاده     |
| تعویض‌ها:   |    |                   |
| CB         | ۵  | پیمان کشاورز      |
| CB         | ۶  | اکبر ایمانی       |
| FW         | ۱۸ | علی فتحی          |
| DF         | ۴۴ | عرفان سیدی        |
| FW         | ۶۷ | صیاد کوکبی        |
| GK         | ۶۹ | رضا سیف‌احمدی      |
| سرمربی:    |    |                   |
| رسول خطیبی |    |                   |

### لیگ قهرمانان آسیا ۲۰۲۰
برد
      مساوی
      باخت

#### گروه C
| تیم      | بازی | برد | مساوی | باخت | گل‌زده | گل‌خورده | تفاضل‌گل | امتیاز |
| -------- | ---- | --- | ----- | ---- | ----- | ------- | ------- | ------ |
| پرسپولیس | ۶    | ۳   | ۱     | ۲    | ۸     | ۵       | ۳+      | ۱۰     |
| التعاون  | ۶    | ۳   | ۰     | ۳    | ۴     | ۸       | ۴-      | ۹      |
| الدحیل   | ۶    | ۳   | ۰     | ۳    | ۷     | ۸       | ۱–      | ۹      |
| الشارجه  | ۶    | ۲   | ۱     | ۳    | ۱۳    | ۱۱      | ۲+      | ۷      |

| پرسپولیس | التعاون | الدحیل | الشارجه |
| -------- | ------- | ------ | ------- |
| —        | ۱–۰     | ۰–۱    | ۴–۰     |
| ۰–۱      | —       | ۲–۰    | ۰–۶     |
| ۱–۰      | ۰–۱     | —      | ۲–۱     |
| ۲–۲      | ۰–۱     | ۴–۲    | —       |

#### بازی‌های دور گروهی
| تاریخ مرحله | میزبان | نتیجه | مهمان | مکان |

| ۲۵ شهریور ۱۳۹۹ هفته سوم              | پرسپولیس                                | ۱–۰              | التعاون    | دوحه، قطر |
| ۲۲:۳۰ ساعت رسمی ایران (یوتی‌سی ۴:۳۰+) | نعمتی '۲۷ · نوراللهی '۴۱ · خلیل‌زاده ۸۳' | گزارش خلاصه بازی | الموسی '۸۵ | ورزشگاه: شهر آموزش تماشاگران: بدون تماشاگر (به علت شیوع ویروس کرونا) داور: احمد الکاف مرد مسابقه: شجاع خلیل‌زاده (پرسپولیس) |

| ۲۸ شهریور ۱۳۹۹ هفته چهارم            | التعاون             | ۰–۱              | پرسپولیس                               | دوحه، قطر |
| ۲۲:۳۰ ساعت رسمی ایران (یوتی‌سی ۴:۳۰+) | اسیری '۱۸ امیسی '۶۴ | گزارش خلاصه بازی | رسن ۴۸' (پنالتی) · رمضانی '۸۷ · لک '۸۷ | ورزشگاه: شهر آموزش تماشاگران: بدون تماشاگر (به علت شیوع ویروس کرونا) داور: مهند قاسم مرد مسابقه: وحید امیری (پرسپولیس) |
| یادداشت: عیسی آل‌کثیر یک پنالتی گرفت. |                     |                  |                                        | |

| ۳۱ شهریور ۱۳۹۹ هفته پنجم             | پرسپولیس     | ۰–۱              | الدحیل                                                             | دوحه، قطر |
| ۱۸:۳۰ ساعت رسمی ایران (یوتی‌سی ۴:۳۰+) | خلیل‌زاده '۲۷ | گزارش خلاصه بازی | لوئیز جونیور '۲۲ · علی ۶۰' (پنالتی) · رضاییان '۱+۹۰ · البکری '۴+۹۰ | ورزشگاه: شهر آموزش تماشاگران: بدون تماشاگر (به علت شیوع ویروس کرونا) داور: هتیکمکانامگه پریرا مرد مسابقه: المعز علی (الدحیل) |

| ۳ مهر ۱۳۹۹ هفته ششم                                                                                                | پرسپولیس                                                                        | ۴–۰              | الشارجه | دوحه، قطر |
| ۲۱:۳۰ ساعت رسمی ایران (یوتی‌سی ۴:۳۰+)                                                                               | خلیل‌زاده ۲' · آل کثیر ۴۱' · امیری ۴۴' · عالیشاه '۸۳ · عبدی ۱+۹۰' · رمضانی '۵+۹۰ | گزارش خلاصه بازی |         | ورزشگاه: جاسم بن حمد تماشاگران: بدون تماشاگر (به علت شیوع ویروس کرونا) داور: ایلگیز تانتاشف مرد مسابقه: سیامک نعمتی (پرسپولیس) |
| یادداشت: گلهای اول و سوم با پاس احسان پهلوان، گل دوم با پاس بشار رسن و گل چهارم با پاس آرمان رمضانی به ثمر رسیدند. |                                                                                 |                  |         | |

#### بازی‌های دور حذفی
| ۶ مهر ۱۳۹۹ یک‌هشتم نهایی           | پرسپولیس                                            | ۱–۰              | السد         | دوحه، قطر |
| ۱۷:۱۰ DST (UTC+۴:۳۰)              | امیری '۶۴ · سرلک '۸۱ · آل‌کثیر ۸۸' '۸۹ · نعمتی '۲+۹۰ | گزارش خلاصه بازی | بونجاح '۱+۹۰ | ورزشگاه: شهر آموزش تماشاگران: بدون تماشاگر (به علت شیوع ویروس کرونا) داور: کو هیونگ جین مرد مسابقه: محمدحسین کنعانی‌زادگان (پرسپولیس) |
| یادداشت: امید عالیشاه پاس گل داد. |                                                     |                  |              | |

| ۹ مهر ۱۳۹۹ یک‌چهارم نهایی                                        | پرسپولیس        | ۱–۰              | پاختاکور      | دوحه، قطر |
| ۲۱:۱۵ DST (UTC+۴:۳۰)                                            | آل‌کثیر ۴۹'، ۶۶' | گزارش خلاصه بازی | ماشاریپوف '۱۷ | ورزشگاه: جاسم بن حمد تماشاگران: بدون تماشاگر (به علت شیوع ویروس کرونا) داور: ادهم المخادمه مرد مسابقه: عیسی آل‌کثیر (پرسپولیس) |
| یادداشت: سیامک نعمتی پاس گل اول و سعید آقایی پاس گل دوم را داد. |                 |                  |               | |

| ۱۲ مهر ۱۳۹۹ نیمه‌نهایی            | النصر                                         | ۱–۱ (و.ا.) (۳–۵ پنالتی)                        | پرسپولیس                                                | دوحه، قطر |
| ۱۸:۳۰ DST (UTC+۴:۳۰)             | حمدالله ۳۶' (پنالتی) · الصلیهم '۴۹ · مادو '۷۸ | گزارش خلاصه بازی                               | خلیل‌زاده '۳۷ · عبدی ۴۲' · پهلوان '۸۴ '۱۰۴ · امیری '۱+۹۰ | ورزشگاه: جاسم بن حمد تماشاگران: بدون تماشاگر (به علت شیوع ویروس کرونا) داور: محمد تقی الجعفری مرد مسابقه: بشار رسن (پرسپولیس) |
|                                  | ضربات پنالتی                                  |                                                |                                                         | |
| مادو · مارتینس · العبید · مایکون |                                               | کنعانی‌زادگان · نعمتی · سرلک · خلیل‌زاده · شجاعی |                                                         | |

| ۲۹ آذر ۱۳۹۹ فینال    | پرسپولیس | ۱–۲              | اولسان هیوندای                                                          | دوحه، قطر                                                                                           |
| ۱۵:۳۰ DST (UTC+۴:۳۰) | عبدی ۴۵' | گزارش خلاصه بازی | جونیور '۴+۴۵، ۴+۴۵'، ۵۵' (پنالتی)، '۸۲ · بولتوش '۷۹ · کیم ته هوان '۶+۹۰ | ورزشگاه: الجنوب تماشاگران: ۸٬۵۱۷ نفر داور: عبدالرحمن الجاسم (قطر) مرد مسابقه: میلاد سرلک (پرسپولیس) |

### لیگ قهرمانان آسیا ۲۰۲۱
برد
      مساوی
      باخت

#### گروه E
| تیم      | بازی | برد | مساوی | باخت | گل‌زده | گل‌خورده | تفاضل‌گل | امتیاز |
| -------- | ---- | --- | ----- | ---- | ----- | ------- | ------- | ------ |
| پرسپولیس | ۶    | ۵   | ۰     | ۱    | ۱۴    | ۵       | ۹+      | ۱۵     |
| الوحده   | ۶    | ۴   | ۱     | ۱    | ۸     | ۳       | ۴+      | ۱۳     |
| گوا      | ۶    | ۰   | ۳     | ۳    | ۲     | ۹       | ۷–      | ۳      |
| الریان   | ۶    | ۰   | ۲     | ۴    | ۶     | ۱۲      | ۶-      | ۲      |

| پرسپولیس | الوحده | گوا | الریان |
| -------- | ------ | --- | ------ |
| —        | ۱–۰    | ۲–۱ | ۴–۲    |
| ۱–۰      | —      | ۰–۰ | ۳–۲    |
| ۰–۴      | ۰–۲    | —   | ۰–۰    |
| ۱–۳      | ۰–۱    | ۱–۱ | —      |

#### بازی‌های دور گروهی
| روز دور | میزبان | نتیجه | مهمان | مکان |

| ۲۵ فروردین ۱۴۰۰ هفته اول        | پرسپولیس                | ۱–۰              | الوحده               | مارگائو، هند |
| ۱۹:۰۰ DST (UTC+۴:۳۰)            | حسینی ۴۰' · عالیشاه '۵۵ | گزارش خلاصه بازی | رشید '۲۵ اسماعیل '۴۳ | ورزشگاه: فاتوردا تماشاگران: بدون تماشاگر (به علت شیوع ویروس کرونا) داور: هیرویوکی کیمورا مرد مسابقه: سیدجلال حسینی (پرسپولیس) |
| یادداشت: مهدی ترابی پاس گل داد. |                         |                  |                      | |

| ۲۸ فروردین ۱۴۰۰ هفته دوم                                          | الریان                                             | ۱–۳              | پرسپولیس                         | مارگائو، هند |
| ۲۱:۳۰ DST (UTC+۴:۳۰)                                              | علاءالدین '۷ · الحضرمی ۱۹' · کوم '۵۱ · ترائوره '۵۹ | گزارش خلاصه بازی | کامیابی‌نیا ۴۷' · مغانلو ۴۹'، ۵۷' | ورزشگاه: فاتوردا تماشاگران: بدون تماشاگر (به علت شیوع ویروس کرونا) داور: ایلگیز تانتاشف مرد مسابقه: کمال کامیابی‌نیا (پرسپولیس) |
| یادداشت: مهدی ترابی پاس گل اول و سیامک نعمتی پاس گل دوم را دادند. |                                                    |                  |                                  | |

| ۳۱ فروردین ۱۴۰۰ هفته سوم                                                                     | پرسپولیس                                          | ۲–۱              | گوآ                        | مارگائو، هند |
| ۲۱:۳۰ DST (UTC+۴:۳۰)                                                                         | ترابی ۱۸' (پنالتی) · حسینی ۲۵' · کنعانی‌زادگان '۴۱ | گزارش خلاصه بازی | فرناندز '۱۰ · بدیا ۱۴' '۶۵ | ورزشگاه: فاتوردا تماشاگران: بدون تماشاگر (به علت شیوع ویروس کرونا) داور: هنان هتان مرد مسابقه: دیراج سینگ (گوآ) |
| یادداشت: عیسی آل‌کثیر و احسان پهلوان دو پنالتی گرفتند و گل دوم با پاس مهدی ترابی به ثمر رسید. |                                                   |                  |                            | |

| ۳ اردیبهشت ۱۴۰۰ هفته چهارم                                                     | گوآ                           | ۰–۴              | پرسپولیس                                                      | مارگائو، هند |
| ۲۱:۳۰ DST (UTC+۴:۳۰)                                                           | دکونا '۱۵ کومار '۴۱ پریرا '۷۲ | گزارش خلاصه بازی | مغانلو ۲۴' · ترابی ۴۲' (پنالتی) · آل‌کثیر ۴۷' · کامیابی‌نیا ۵۸' | ورزشگاه: فاتوردا تماشاگران: بدون تماشاگر (به علت شیوع ویروس کرونا) داور: هیرویوکی کیمورا مرد مسابقه: شهریار مغانلو (پرسپولیس) |
| یادداشت: عیسی آل‌کثیر یک پنالتی گرفت و گل سوم با پاس شهریار مغانلو به ثمر رسید. |                               |                  |                                                               | |

| ۶ اردیبهشت ۱۴۰۰ هفته پنجم | الوحده                                                                              | ۱–۰              | پرسپولیس              | مارگائو، هند |
| ۱۹:۰۰ DST (UTC+۴:۳۰)      | ماتاوز ۶' · جمعه '۱۳ · الکربی '۴۵+۴ · الحربی '۷۱ · انور '۸۳ · الشمسی '۸۵ · حامد '۸۷ | گزارش خلاصه بازی | ترابی '۴۵+۴ امیری '۷۶ | ورزشگاه: فاتوردا تماشاگران: بدون تماشاگر (به علت شیوع ویروس کرونا) داور: ایلگیز تانتاشف مرد مسابقه: تیم ماتاوز (الوحده) |

| ۹ اردیبهشت ۱۴۰۰ هفته ششم                                                 | پرسپولیس                                                        | ۴–۲              | الریان                                            | مارگائو، هند |
| ۱۹:۰۰ DST (UTC+۴:۳۰)                                                     | مغانلو '۱۲ ۲۷' · پهلوان ۳۴' · کنعانی‌زادگان '۵۴ ۶۸' · آل‌کثیر ۷۳' | گزارش خلاصه بازی | احمد '۴۲ · بولی ۴۸'، ۷۲' · خلیل‌زاده '۵۲ · کوم '۷۹ | ورزشگاه: فاتوردا تماشاگران: بدون تماشاگر (به علت شیوع ویروس کرونا) داور: هیرویوکی کیمورا مرد مسابقه: مهدی ترابی (پرسولیس) |
| یادداشت: امید عالیشاه پاس گل اول و دوم و مهدی ترابی پاس گل سوم را دادند. |                                                                 |                  |                                                   | |

## آمار

### گلزنان
| ش.                      | ملیت       | پست        | نام بازیکن            | لیگ | حذفی | آسیا ۲۰۲۰ | آسیا ۲۰۲۱ | سوپرجام | مجموع |
| ----------------------- | ---------- | ---------- | --------------------- | --- | ---- | --------- | --------- | ------- | ----- |
| ۱۶                      | ایران      | مهاجم      | مهدی عبدی             | ۹   | ۲    | ۳         |           |         | ۱۴    |
| ۸                       | ایران      | هافبک      | احمد نوراللهی         | ۱۰  | ۱    |           |           |         | ۱۱    |
| ۷۲                      | ایران      | مهاجم      | عیسی آل‌کثیر           | ۳   |      | ۴         | ۲         | ۱       | ۱۰    |
| ۷۰                      | ایران      | مهاجم      | شهریار مغانلو         | ۴   |      |           | ۴         |         | ۸     |
| ۲۱                      | ایران      | هافبک      | مهدی ترابی            | ۵   | ۱    |           | ۲         |         | ۸     |
| ۴                       | ایران      | مدافع      | سید جلال حسینی        | ۴   |      |           | ۲         |         | ۶     |
| ۲                       | ایران      | هافبک      | امید عالیشاه          | ۲   | ۲    |           |           |         | ۴     |
| ۱۹                      | ایران      | هافبک      | وحید امیری            | ۳   |      | ۱         |           |         | ۴     |
| ۱۱                      | ایران      | هافبک      | کمال کامیابی‌نیا       | ۱   | ۱    |           | ۲         |         | ۴     |
| ۳                       | ایران      | مدافع      | شجاع خلیل‌زاده         |     |      | ۲         |           |         | ۲     |
| ۸۸                      | ایران      | هافبک      | سیامک نعمتی           | ۲   |      |           |           |         | ۲     |
| ۱۰                      | ایران      | هافبک      | میلاد سرلک            | ۲   |      |           |           |         | ۲     |
| ۶                       | ایران      | مدافع      | محمدحسین کنعانی‌زادگان |     |      |           | ۱         |         | ۱     |
| ۵                       | عراق       | هافبک      | بشار رسن              |     |      | ۱         |           |         | ۱     |
| ۱۴                      | ایران      | هافبک      | احسان پهلوان          |     |      |           | ۱         |         | ۱     |
| ۱۷                      | ایران      | مدافع      | مهدی شیری             | ۱   |      |           |           |         | ۱     |
| گل به خودی              | گل به خودی | گل به خودی | گل به خودی            | ۱   |      |           |           |         | ۱     |
| جمع                     | جمع        | جمع        | جمع                   | ۴۷  | ۷    | ۱۱        | ۱۴        | ۱       | ۷۹    |
| بروزرسانی: ۸ مرداد ۱۴۰۰ |            |            |                       |     |      |           |           |         |       |

### پاسورها
| ش.                      | ملیت  | پست   | نام بازیکن      | لیگ | حذفی | آسیا ۲۰۲۰ | آسیا ۲۰۲۱ | سوپرجام | مجموع |
| ----------------------- | ----- | ----- | --------------- | --- | ---- | --------- | --------- | ------- | ----- |
| ۲                       | ایران | هافبک | امید عالیشاه    | ۶   |      | ۱         | ۳         | ۱       | ۱۱    |
| ۲۱                      | ایران | هافبک | مهدی ترابی      | ۴   | ۱    |           | ۵         |         | ۱۰    |
| ۷۷                      | ایران | مدافع | سعید آقایی      | ۴   | ۲    | ۱         |           |         | ۷     |
| ۸۸                      | ایران | هافبک | سیامک نعمتی     | ۳   |      | ۲         | ۱         |         | ۶     |
| ۸                       | ایران | هافبک | احمد نوراللهی   | ۵   |      |           |           |         | ۵     |
| ۱۴                      | ایران | هافبک | احسان پهلوان    | ۱   | ۱    | ۲         |           |         | ۴     |
| ۱۹                      | ایران | هافبک | وحید امیری      | ۴   |      |           |           |         | ۴     |
| ۱۰                      | ایران | هافبک | میلاد سرلک      | ۲   | ۱    |           |           |         | ۳     |
| ۷۰                      | ایران | مهاجم | شهریار مغانلو   | ۲   |      |           | ۱         |         | ۳     |
| ۵                       | عراق  | هافبک | بشار رسن        |     |      | ۲         |           |         | ۲     |
| ۳۶                      | ایران | مهاجم | آرمان رمضانی    |     |      | ۱         |           |         | ۱     |
| ۱۱                      | ایران | هافبک | کمال کامیابی‌نیا | ۱   |      |           |           |         | ۱     |
| ۱۷                      | ایران | مدافع | مهدی شیری       |     | ۱    |           |           |         | ۱     |
| ۱۶                      | ایران | مهاجم | مهدی عبدی       | ۱   |      |           |           |         | ۱     |
| ۲۳                      | ایران | هافبک | علی شجاعی       | ۱   |      |           |           |         | ۱     |
| جمع                     | جمع   | جمع   | جمع             | ۳۵  | ۶    | ۹         | ۱۰        | ۱       | ۶۱    |
| بروزرسانی: ۸ مرداد ۱۴۰۰ |       |       |                 |     |      |           |           |         |       |

### دروازه‌بانی
|      |       |        |                  | لیگ برتر | لیگ برتر | لیگ برتر | جام حذفی | جام حذفی | جام حذفی | لیگ قهرمانان آسیا ۲۰۲۰ | لیگ قهرمانان آسیا ۲۰۲۰ | لیگ قهرمانان آسیا ۲۰۲۰ | لیگ قهرمانان آسیا ۲۰۲۱ | لیگ قهرمانان آسیا ۲۰۲۱ | لیگ قهرمانان آسیا ۲۰۲۱ | سوپر جام | سوپر جام | سوپر جام | جمع | جمع  | جمع  |
| رتبه | شماره | ملیت   | نام              | مس       | گ. خ     | ک. ش     | مس       | گ. خ     | ک. ش     | مس                     | گ. خ                   | ک. ش                   | مس                     | گ. خ                   | ک. ش                   | مس       | گ. خ     | ک. ش     | مس  | گ. خ | ک. ش |
| ---- | ----- | ------ | ---------------- | -------- | -------- | -------- | -------- | -------- | -------- | ---------------------- | ---------------------- | ---------------------- | ---------------------- | ---------------------- | ---------------------- | -------- | -------- | -------- | --- | ---- | ---- |
| ۱    | ۸۱    | ایران  | حامد لک          | ۲۹       | ۱۴       | ۱۷       | ۱        |          | ۱        | ۸                      | ۴                      | ۵                      | ۵                      | ۵                      | ۱                      | ۱        |          | ۱        | ۴۴  | ۲۳   | ۲۵   |
| ۲    | ۴۴    | کرواسی | بوژیدار رادوشویچ | ۱        |          | ۱        | ۲        | ۱        | ۱        |                        |                        |                        | ۱                      | ۰                      | ۱                      |          |          |          | ۴   | ۱    | ۳    |
| ۳    | ۳۴    | ایران  | امیرمحمد یوسفی   |          |          |          |          |          |          |                        |                        |                        |                        |                        |                        |          |          |          |     |      |      |
| جمع  | جمع   | جمع    | جمع              | ۳۰       | ۱۴       | ۱۸       | ۳        | ۱        | ۲        | ۸                      | ۴                      | ۵                      | ۶                      | ۵                      | ۲                      | ۱        | ۰        | ۱        | ۴۸  | ۲۴   | ۲۸   |

- بیشترین کلین شیت‌های رقابت

### بهترین بازیکن مسابقه
| شماره | ملیت  | پست       | نام                   | لیگ برتر | جام حذفی | لیگ قهرمانان آسیا ۲۰۲۰ | لیگ قهرمانان آسیا ۲۰۲۱ | سوپر جام | جمع |
| ----- | ----- | --------- | --------------------- | -------- | -------- | ---------------------- | ---------------------- | -------- | --- |
| ۲     | ایران | هافبک     | امید عالیشاه          | ۴        | ۱        |                        |                        |          | ۵   |
| ۸۸    | ایران | هافبک     | سیامک نعمتی           | ۳        |          | ۱                      |                        |          | ۴   |
| ۲۱    | ایران | هافبک     | مهدی ترابی            | ۴        |          |                        |                        |          | ۴   |
| ۱۹    | ایران | هافبک     | وحید امیری            | ۳        |          | ۱                      |                        |          | ۴   |
| ۶     | ایران | مدافع     | محمدحسین کنعانی‌زادگان | ۲        |          | ۱                      |                        |          | ۳   |
| ۱۰    | ایران | هافبک     | میلاد سرلک            | ۲        |          | ۱                      |                        |          | ۳   |
| ۱۶    | ایران | مهاجم     | مهدی عبدی             | ۲        | ۱        |                        |                        |          | ۳   |
| ۸     | ایران | هافبک     | احمد نوراللهی         | ۲        |          |                        |                        |          | ۲   |
| ۴     | ایران | مدافع     | سید جلال حسینی        | ۱        |          |                        | ۱                      |          | ۲   |
| ۱۱    | ایران | هافبک     | کمال کامیابی نیا      | ۱        |          |                        | ۱                      |          | ۲   |
| ۷     | ایران | مهاجم     | عیسی آل کثیر          |          |          | ۱                      |                        | ۱        | ۲   |
| ۳     | ایران | مدافع     | شجاع خلیل‌زاده         |          |          | ۱                      |                        |          | ۱   |
| ۵     | عراق  | هافبک     | بشار رسن              |          |          | ۱                      |                        |          | ۱   |
| ۸۱    | ایران | دروازه‌بان | حامد لک               | ۱        |          |                        |                        |          | ۱   |
| ۱۴    | ایران | هافبک     | احسان پهلوان          | ۱        |          |                        |                        |          | ۱   |
| ۷۰    | ایران | مهاجم     | شهریار مغانلو         |          |          |                        | ۱                      |          | ۱   |
| جمع   | جمع   | جمع       | جمع                   | ۲۶       | ۲        | ۷                      | ۳                      | ۱        | ۳۹  |

## لباس
تامین کننده:  آل‌اشپورت 

| \| \| لباس اول \| \| لباس دوم \| لباس سوم* \| |          |  |          |           |
|                                               | لباس اول |  | لباس دوم | لباس سوم* |

|  | لباس اول |  | لباس دوم | لباس سوم* |

| \| \| لباس اول \| \| لباس دوم \| \| لباس سوم \| \| |          |  |          |  |          |  |
|                                                    | لباس اول |  | لباس دوم |  | لباس سوم |  |

|  | لباس اول |  | لباس دوم |  | لباس سوم |  |

منبع: 

- استفاده شده پس از درگذشت مهرداد میناوند و علی انصاریان

### اسپانسر
- اسپانسر اصلی: بانک گردشگری[۱۱]
- اسپانسرهای دیگر: ایرانسل
- قهوه بن مانو
- تولیدکنندهٔ رسمی پیراهن: آل‌اشپورت[۱۲]